# ランボルギーニ・ムルシエラゴ
ムルシエラゴ（Murciélago ）は、イタリアの自動車メーカーランボルギーニが2001年から2010年にかけて製造したスーパーカー。「ムルシエラゴ」はスペイン語で「コウモリ」の意味。イタリア語での発音は「ムルチェラゴ」に近いが、稀に「ムルシエラゴ（ムルスィェラゴに近い）」と発音されることもある。

## 概要
2001年のフランクフルトモーターショーで一般向けに発表され、同年9月から市販された。ランボルギーニがアウディ傘下に入って最初に発売された車種であり、ディアブロの後継としてフラグシップの座を担う12気筒のスポーツカーである。車名は、過去のランボルギーニ車の伝統にならって19世紀に実在した伝説的な闘牛の名前に由来する。スタイリングは当時ランボルギーニのデザイン部長であったルク・ドンカーヴォルケが担当した。
後に発表されたガヤルド（アウディ・R8の兄弟車）に比べ、親会社であるアウディの影響が少ないモデルであり、例えばガヤルドはアルミ製スペースフレームに、アウディの設備を利用して設計されたエンジンを搭載する仕様であるが、本車種はアウディに買収される以前に設計したディアブロの構造的特徴の多くを受け継いでいる。シャシーは角断面を持つ鋼管スペースフレームによって組まれ、外部からの応力をほぼすべてシャシーによって負担する構造をもっている。シャシーの大部分はスチール製であるが、フロアパネルと一部の補強用補助構造体などはカーボンファイバーが使用されている。また、ボディパネルにもカーボンファイバーを用いられているが、ルーフと左右のドアにはスチール素材を使っている。これらの最先端素材を多用したことで、ディアブロより全長が約100mm大きいにもかかわらず、乾燥重量はほぼ同水準の1,650kgとなっている。
ディアブロには後輪駆動と四輪駆動の両モデルが用意されていたが、ムルシエラゴは四輪駆動のみとされた。比較的シンプルなビスカス式センターデフを持つ構造であり、ディアブロはマシンコントロールを崩した際に制御が介入する仕様であったのに対し、ムルシエラゴは通常時でも前輪に駆動力を積極的に配分するように変更されている。
車名をあらわすエンブレムが装着されていない代わりに、ドアのサイドシル部分に"MURCIELAGO"のロゴが入れられている。ドアの開口部はシザードアの上昇量が増やされ、開口部も広く取られたことにより、ディアブロに比べ乗降性が向上している。
搭載エンジンは新規設計されたものではなく、ディアブロから引継ぎとなるアルミダイキャスト、60°バンクを持つ水冷V型12気筒DOHCエンジンの発展型を搭載する。このエンジンはカウンタックからディアブロを経てムルシエラゴまで基本構造を受け継ぐ設計であり、ディアブロの最終生産型である「6.0」のものを基本にストロークを延長し、排気量は6.2Lとしている。またディアブロのエンジンと比較して、材料見直しによるムービングパーツの軽量化も行われている。出力は580hp（約588PS）、トルク66.3kg·mとされている。このエンジンの感触について福野礼一郎は「古典的なエンジン」「いかにも内燃機らしい豪快な回り方」と評している。
パワートレインの配置もカウンタックからディアブロを経て受け継いだもので、運転席と助手席の後ろに置かれたエンジンの出力は、運転席と助手席の間のセンタートンネルに置かれたトランスミッションを経由した上で後輪に伝えられている。しかし、ディアブロ以前にはオイルパンを貫通していたドライブシャフトをディファレンシャルギアごと車体右側にずらして設置し、潤滑方式をドライサンプにすることによって、エンジンの搭載位置がを50mm下げられている。また、トランスミッションも従来の5速から6速に変更され、後に「eギア（e-gear）」と呼ばれるセミオートマチックトランスミッションが追加された。
アメリカ環境保護局とエネルギー省が毎年発表する燃費ワーストランキングでは、2010年にムルシエラゴのMT仕様が市街地燃費3.4km/L、高速燃費5.53km/Lでワースト1位に選ばれている。またセミオートマチック仕様も3位に入っている。なお、ランボルギーニは4年連続1位となった。

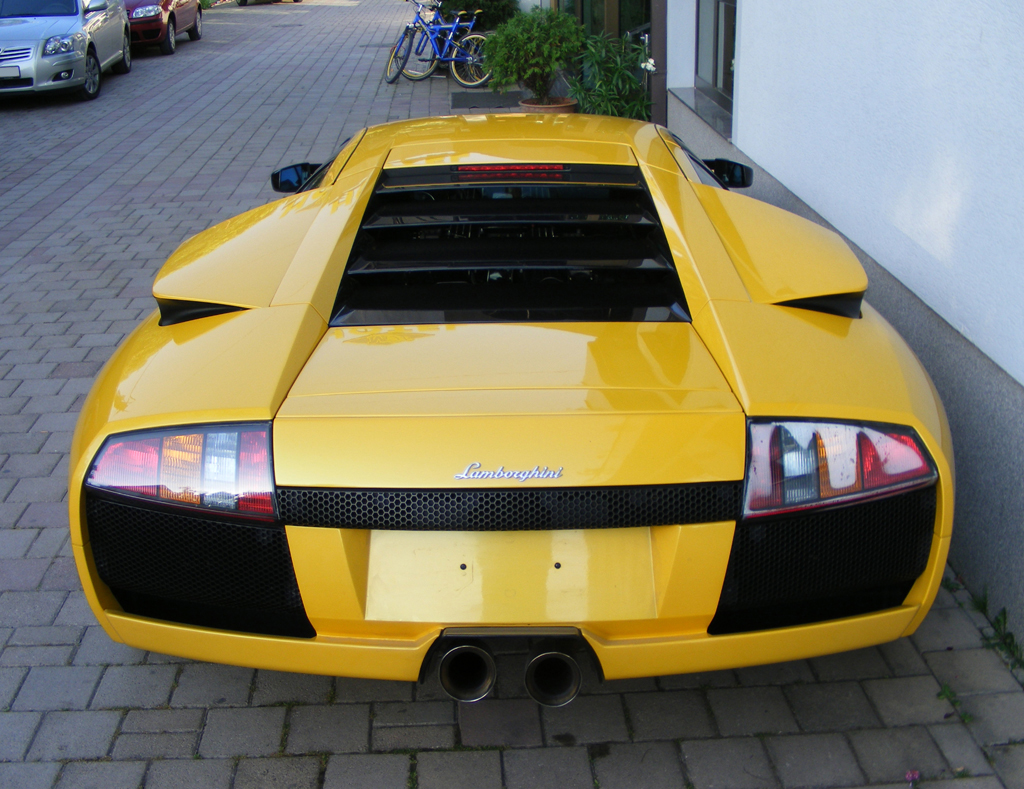
リヤ（可動式のインテーク）
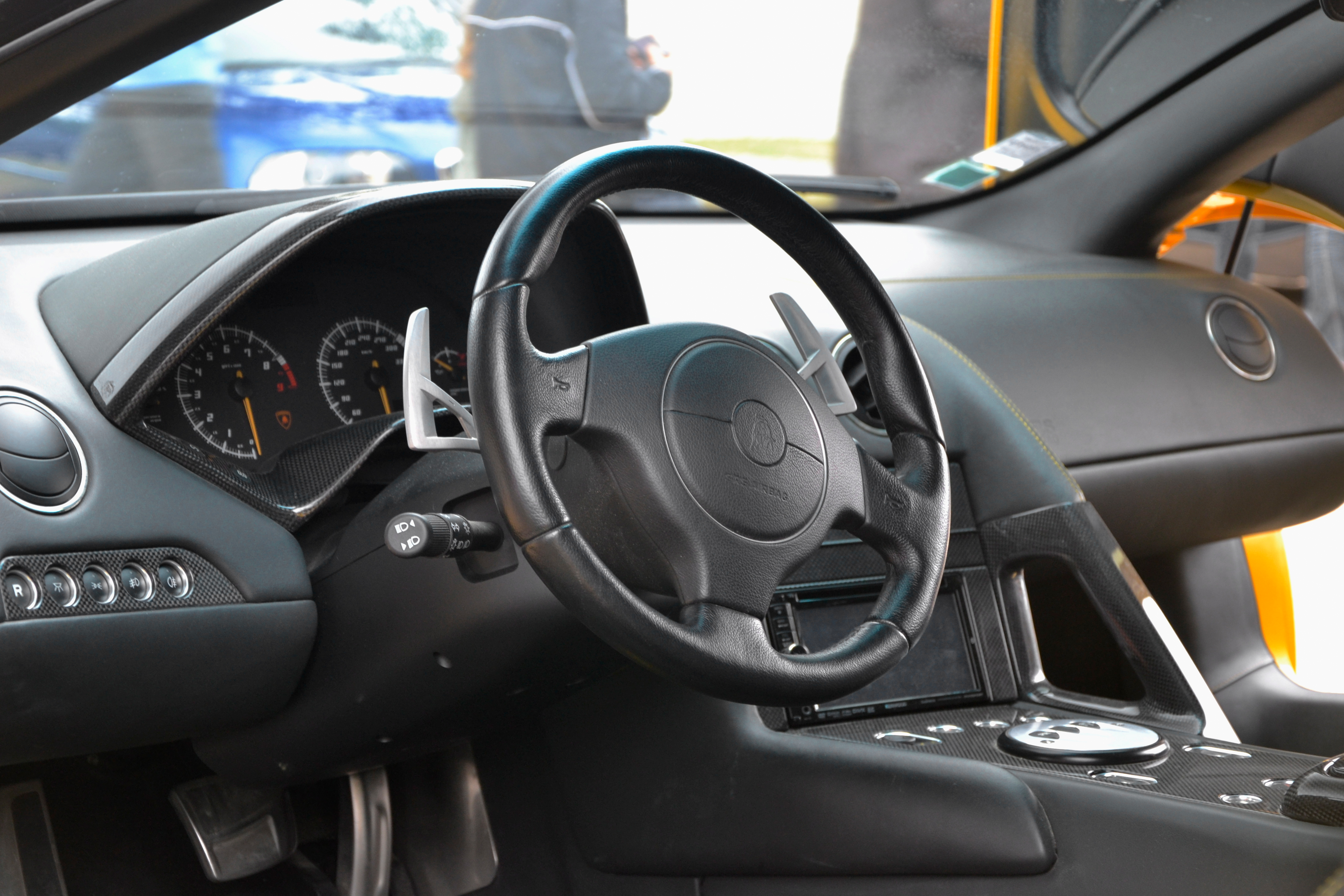
運転席
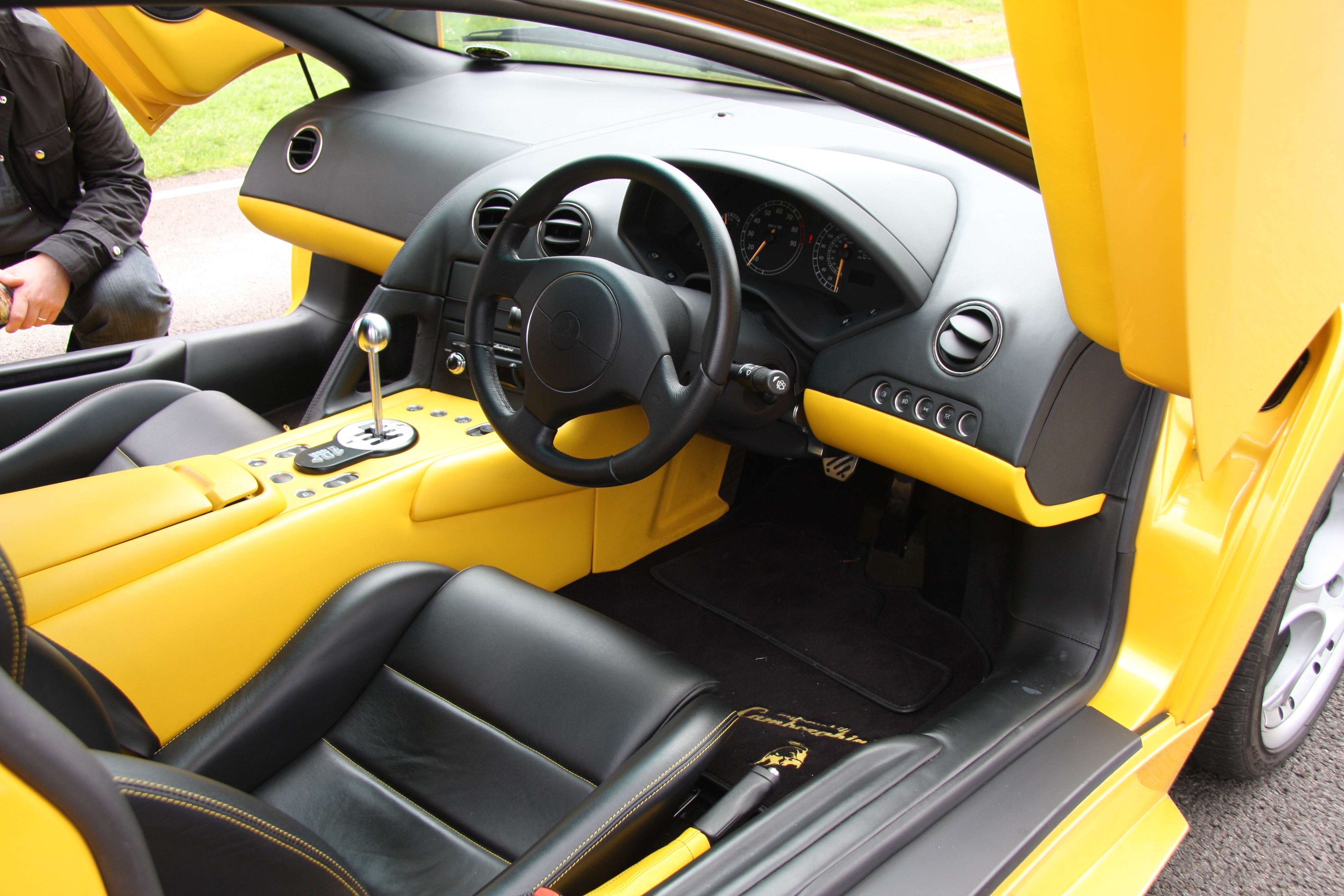
車内
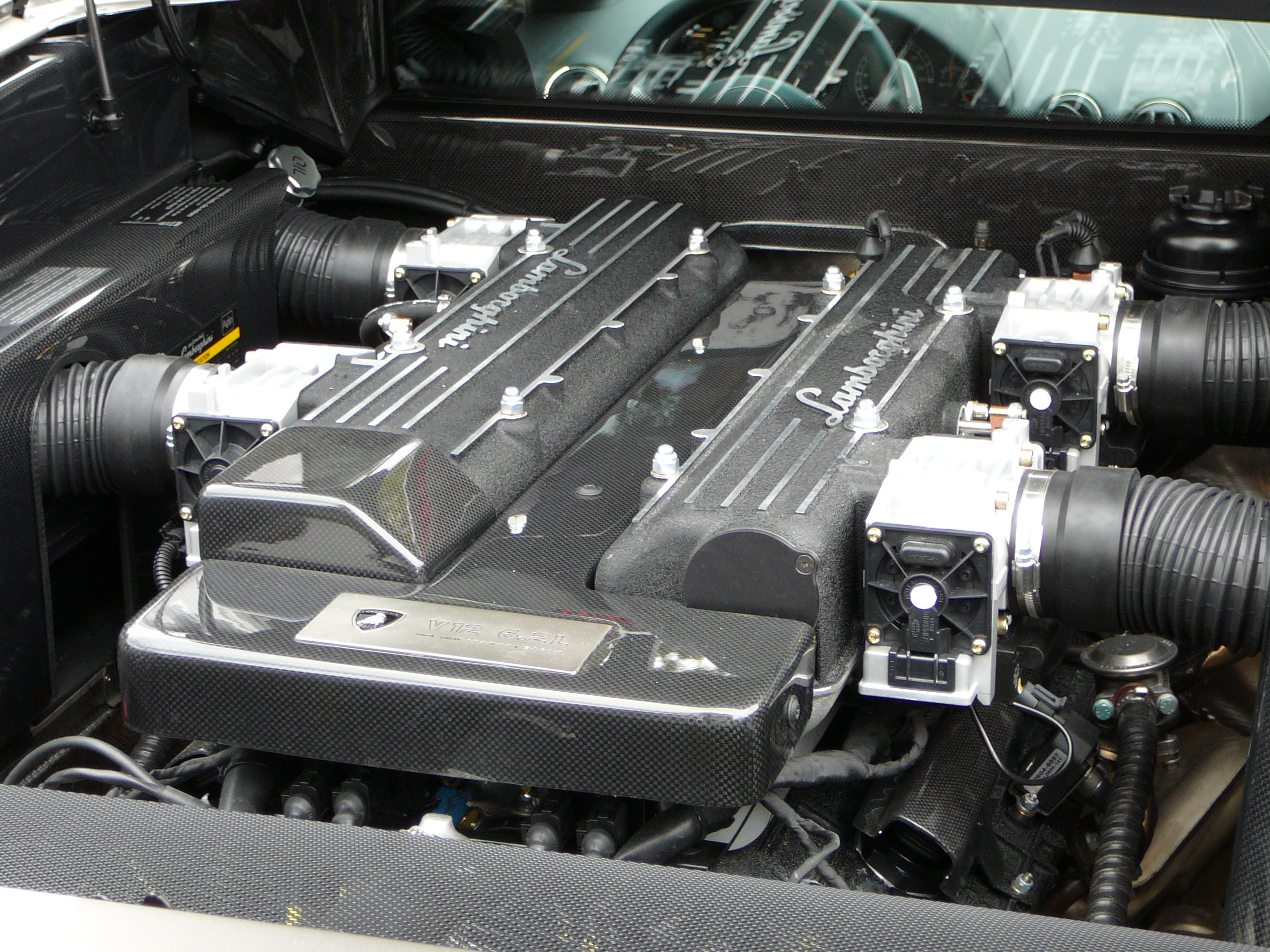
V12気筒エンジン

## 歴史
2001年のフランクフルトモーターショーで発表。
2004年3月、ジュネーヴモーターショーにてムルシエラゴ・ロードスターを発表。
2006年3月、ジュネーヴモーターショーにてムルシエラゴ LP640を発表し、翌月から予約を開始。また、同月に生産2,000台を達成。同年11月のロサンゼルス・オートショーにはLP640のロードスターバージョンも発表。
2010年2月に生産4,000台を達成。同年11月に生産終了。総生産台数は4,099台。後継車種はアヴェンタドール。

## モデルとバリエーション

### 6.2（2001年～2006年）
2001年のフランクフルトモーターショーにおいて発表された上記ベースグレード・モデル。排気量は6,193cc。当初は6速マニュアルトランスミッションのみ。
2004年、6速セミオートマチックトランスミッション（e-gear）が追加された。ガヤルドとは異なり、オートマチック・モードは設定がない。

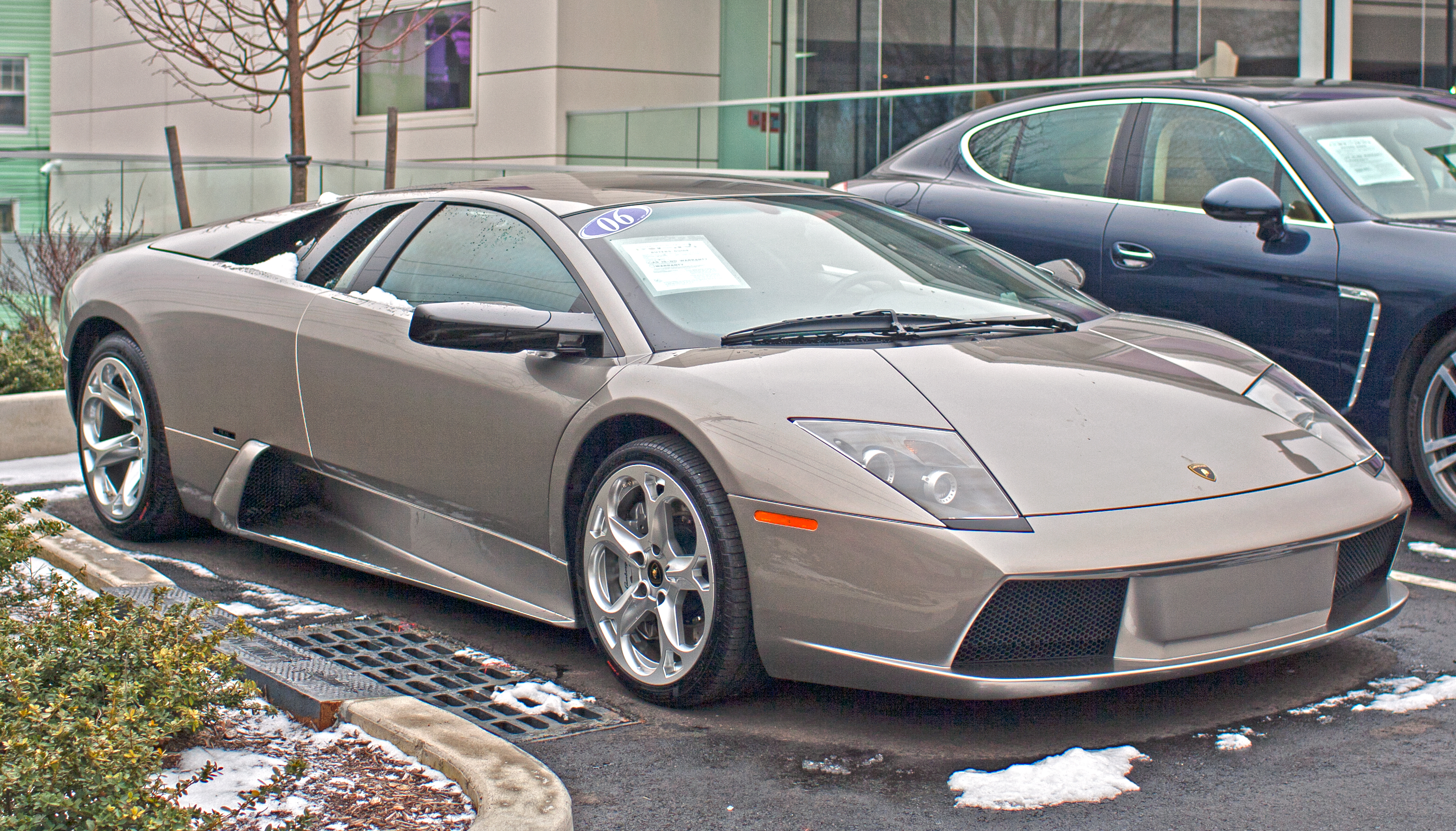
Murcielago coupé
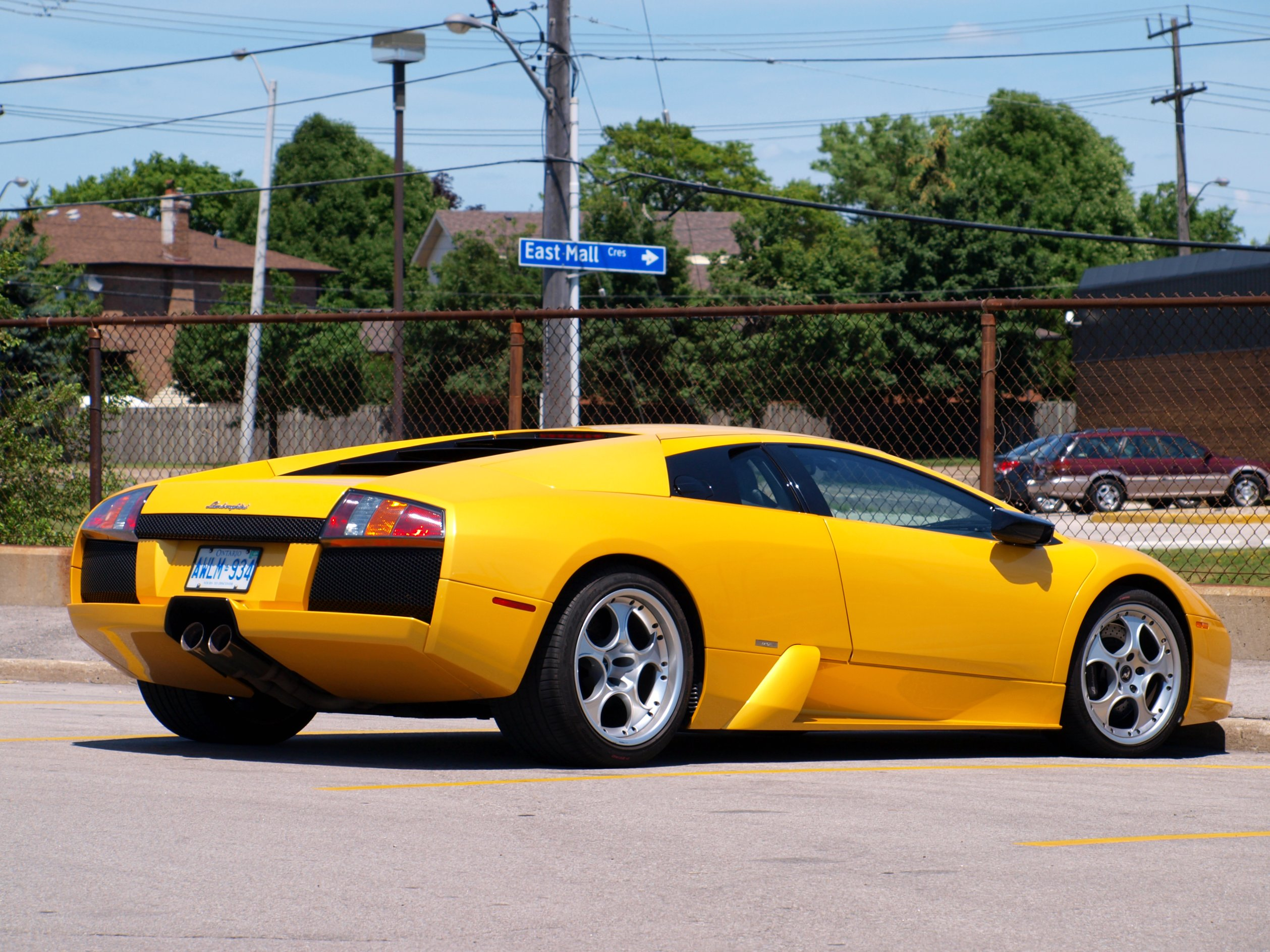
Murcielago coupé

### 40th アニバーサリー・エディション（2003年）
カラーはブルー系（アルテミス・グリーン）のみで50台限定で生産された。主にヨーロッパ、アメリカ合衆国、日本で販売され、日本への割り当ては5台であった。

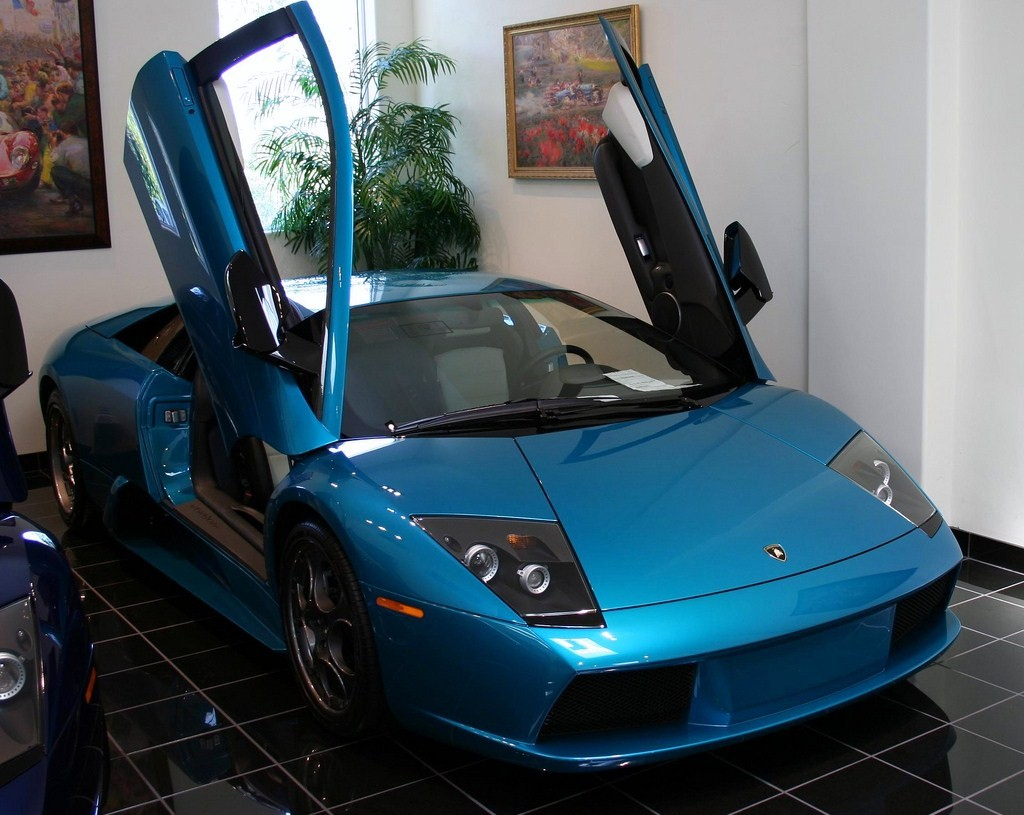
40th アニバーサリー・エディション

### ロードスター（2004年～2006年）
コンセプトは2003年のデトロイト・オートショーにおいて「バルケッタ」として発表され、量産車は2004年3月のジュネーブ・モーターショーにおいて発表された。「ロードスター」の名称は「ディアブロ・ロードスター」から継承された。オープンボディ化に際してボディが補強されたのみならず、ウィンド・シールドの傾斜が寝かされ、その高さも低められた。また、サスペンションは専用設計であり、ブレーキ・ディスクも大径化された。ソフトトップ使用時の速度制限が設定されている。

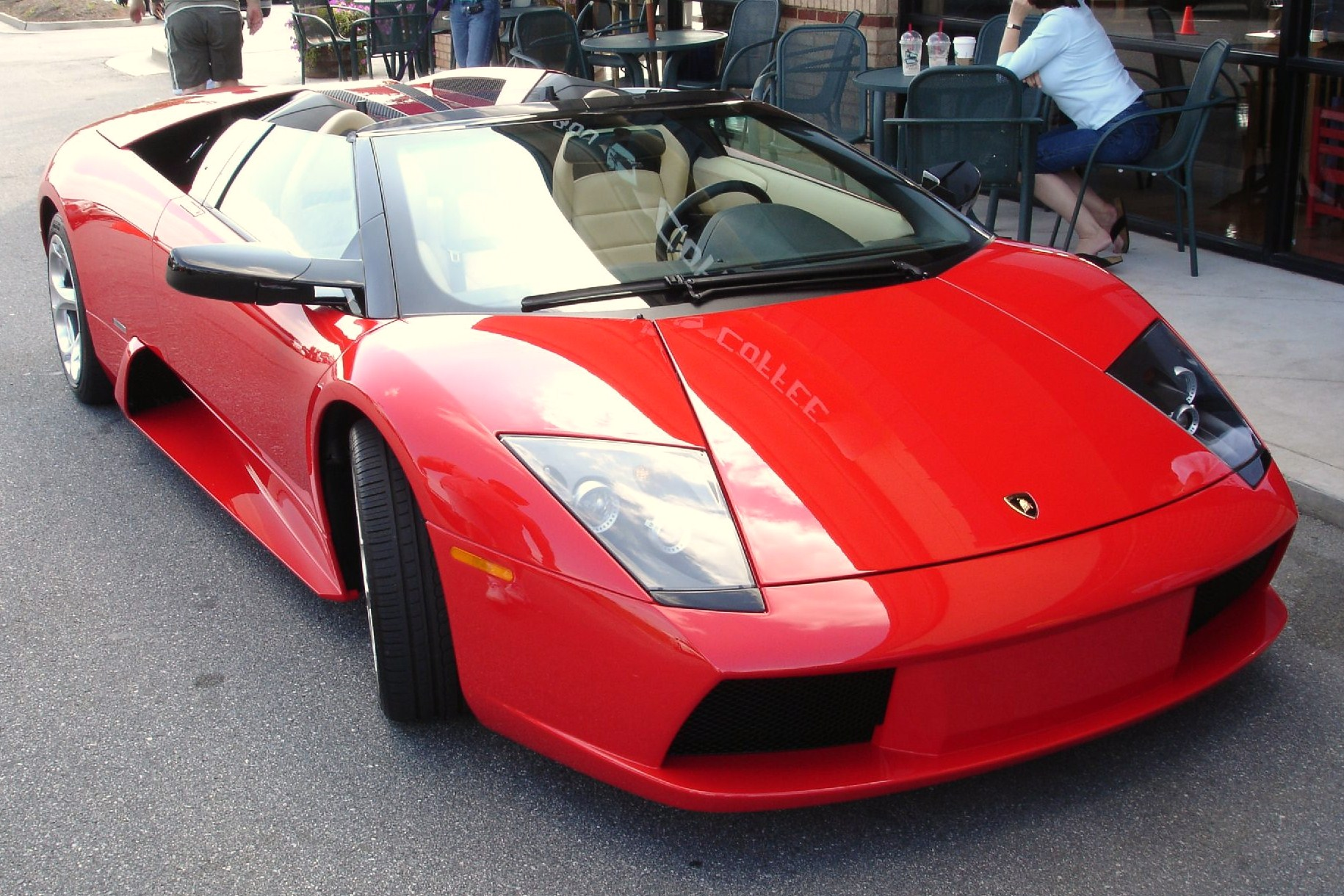
ロードスター
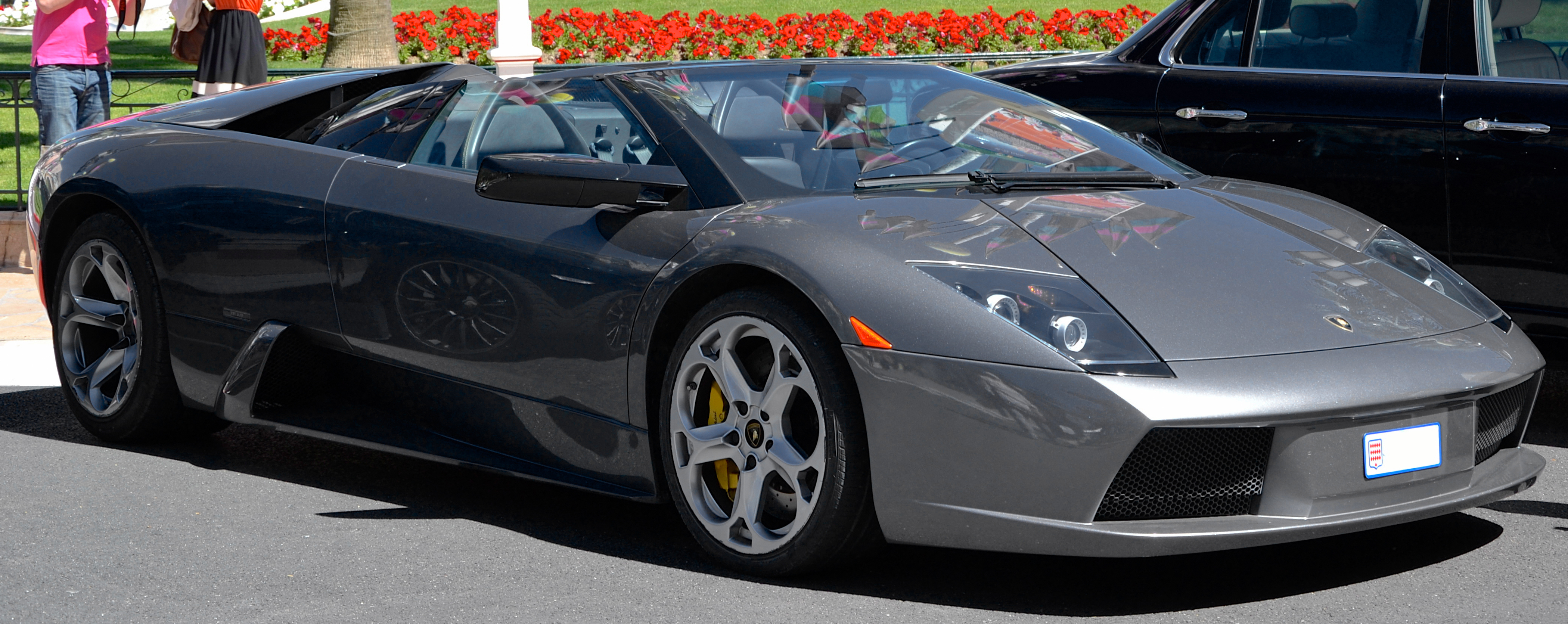
ロードスター
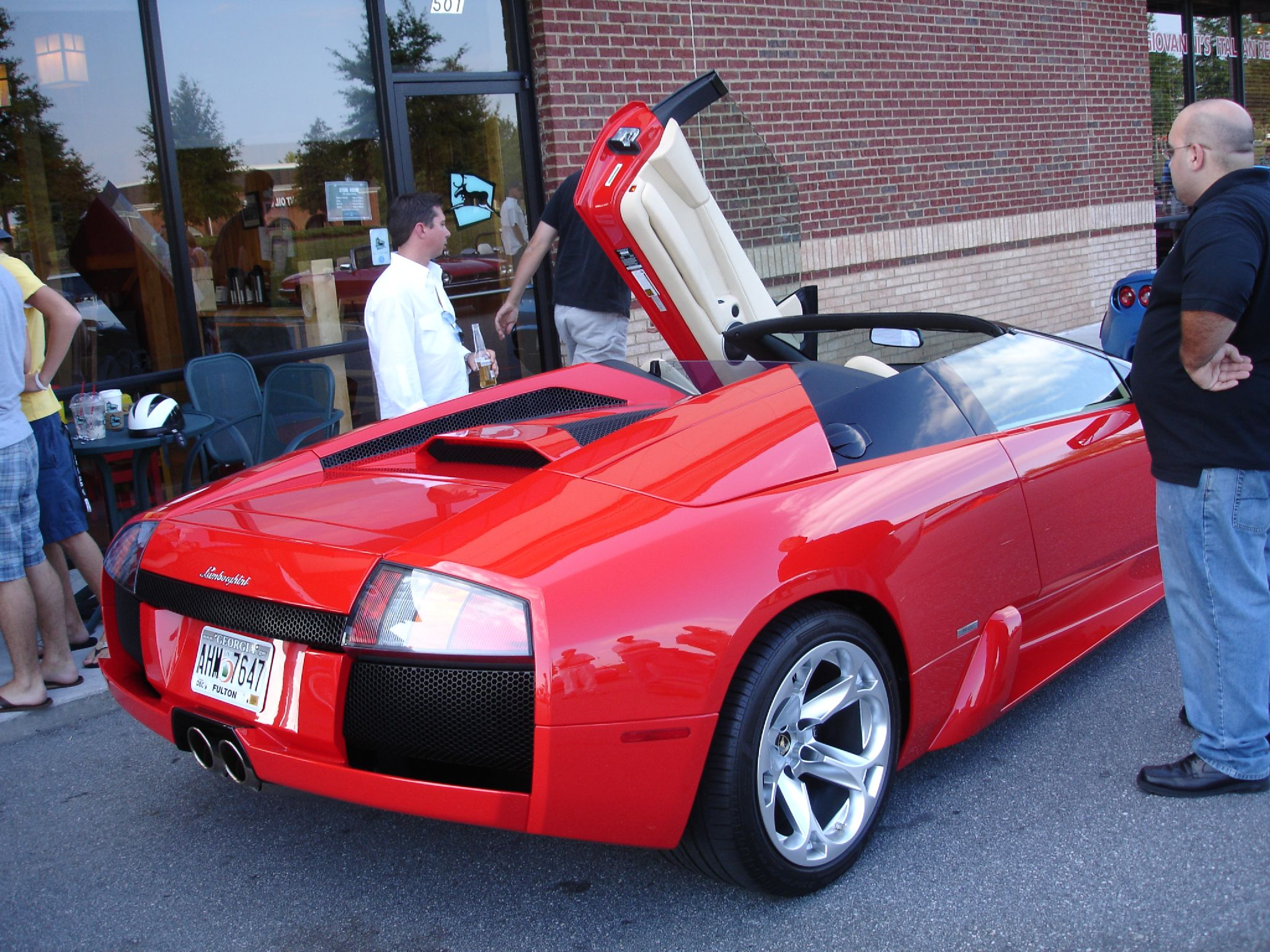
ロードスター（リア）
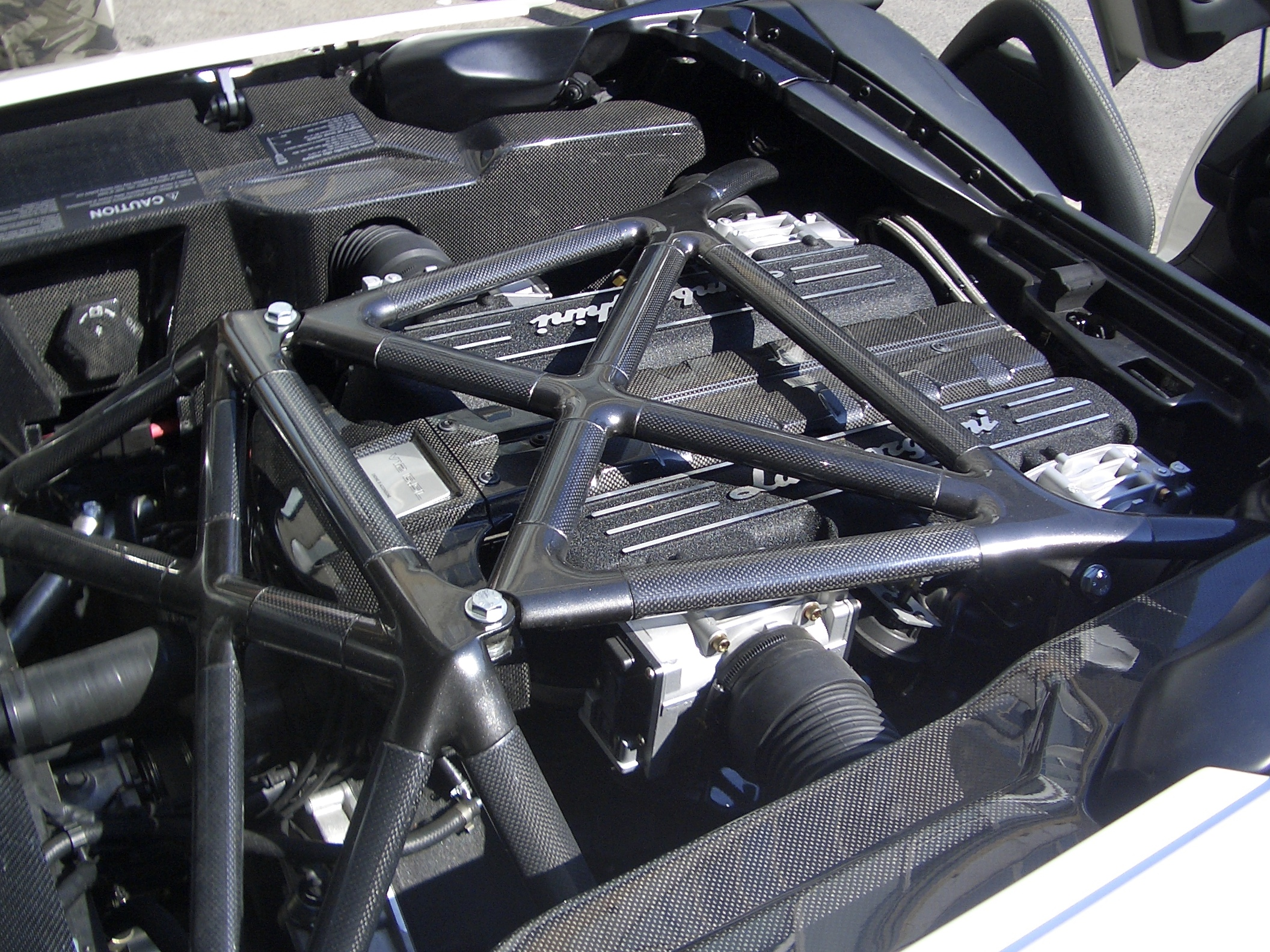
ロードスターのエンジンルーム
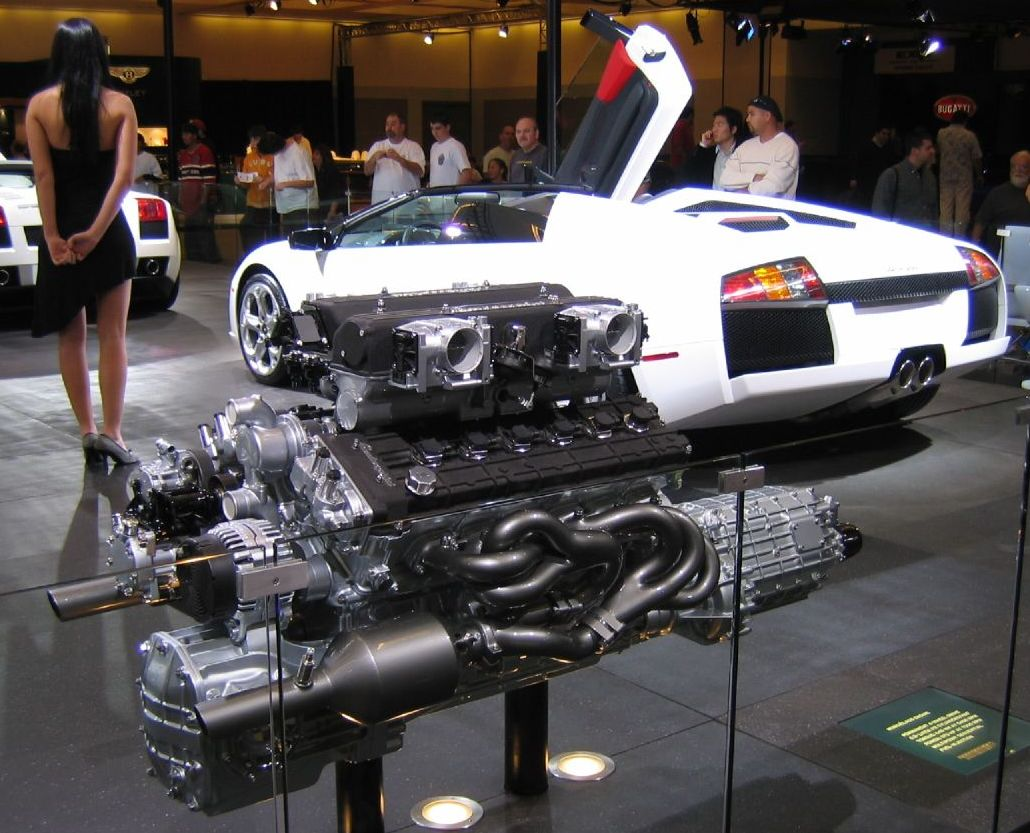
ロードスターとV12気筒エンジン

### LP640（2006年～2010年）
2006年3月、ジュネーヴモーターショーにおいて発表された。6,496ccエンジンを搭載し、エクステリア、ギヤボックス、トランスミッション、電子系にも改良が施されたモデル。LP640における「LP」はエンジンの後方搭載を意味する「Longitudinale Posteriore (後方縦置き)」の略で、「640」は最高出力（640PS）と発表されている。

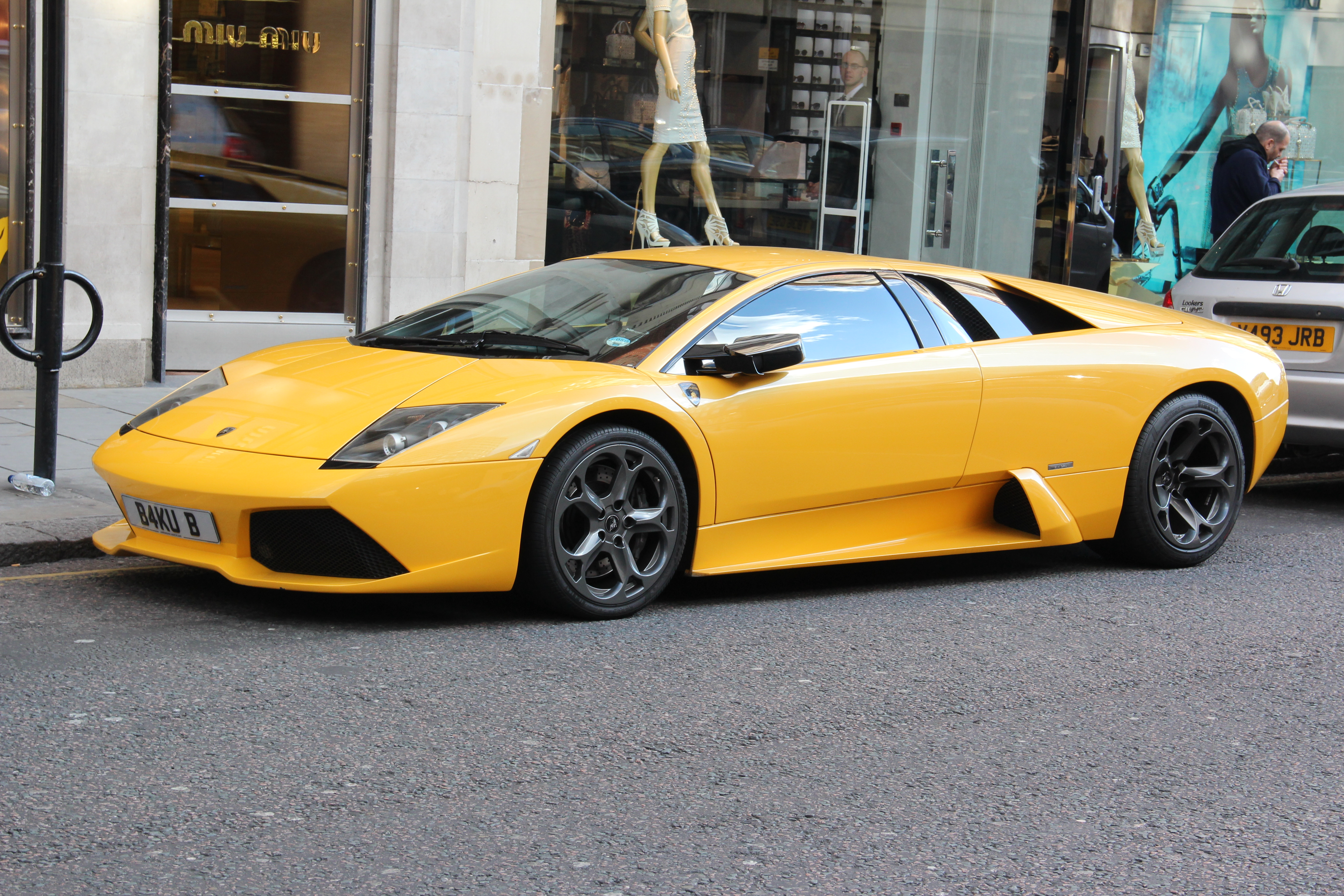
LP640
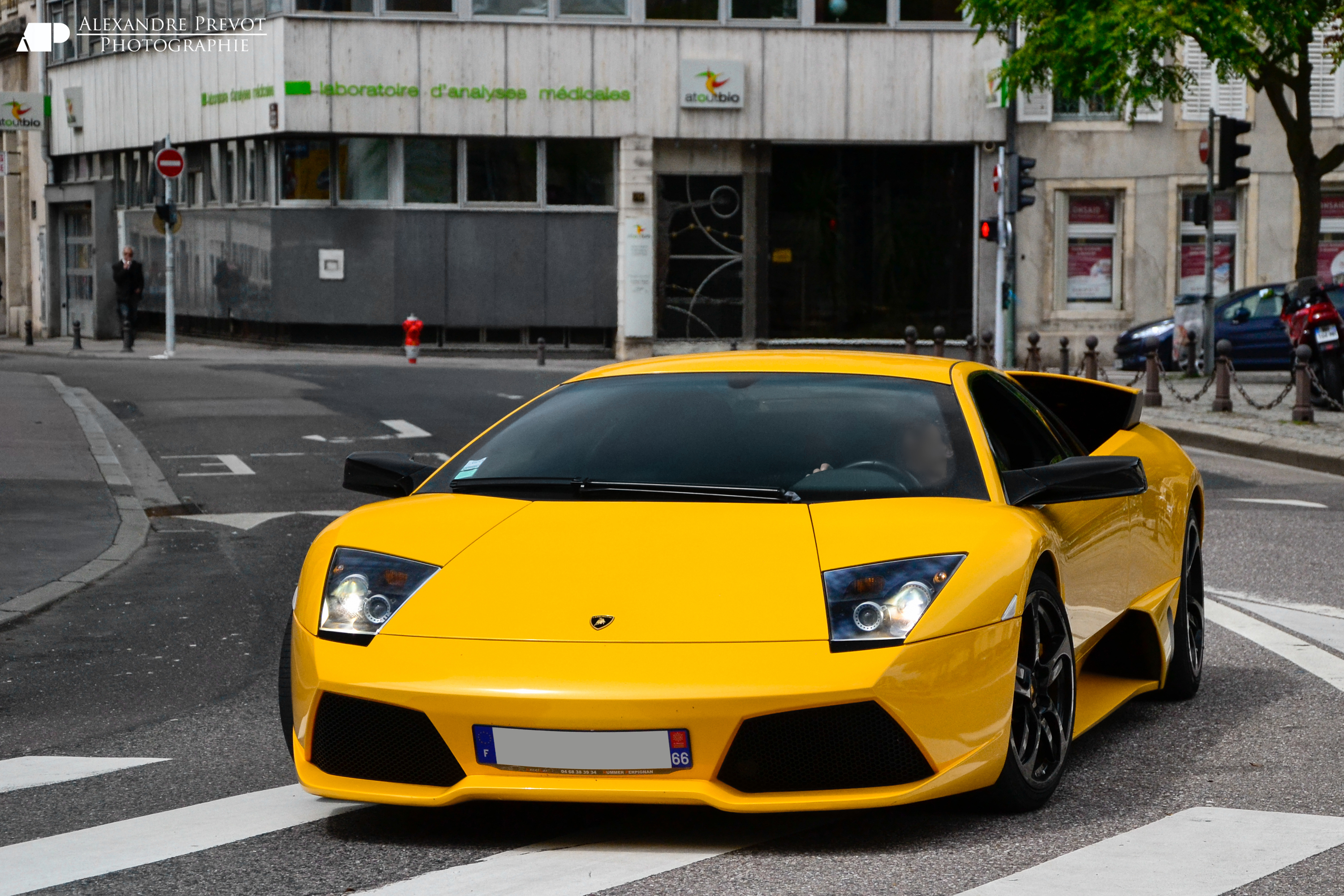
LP640
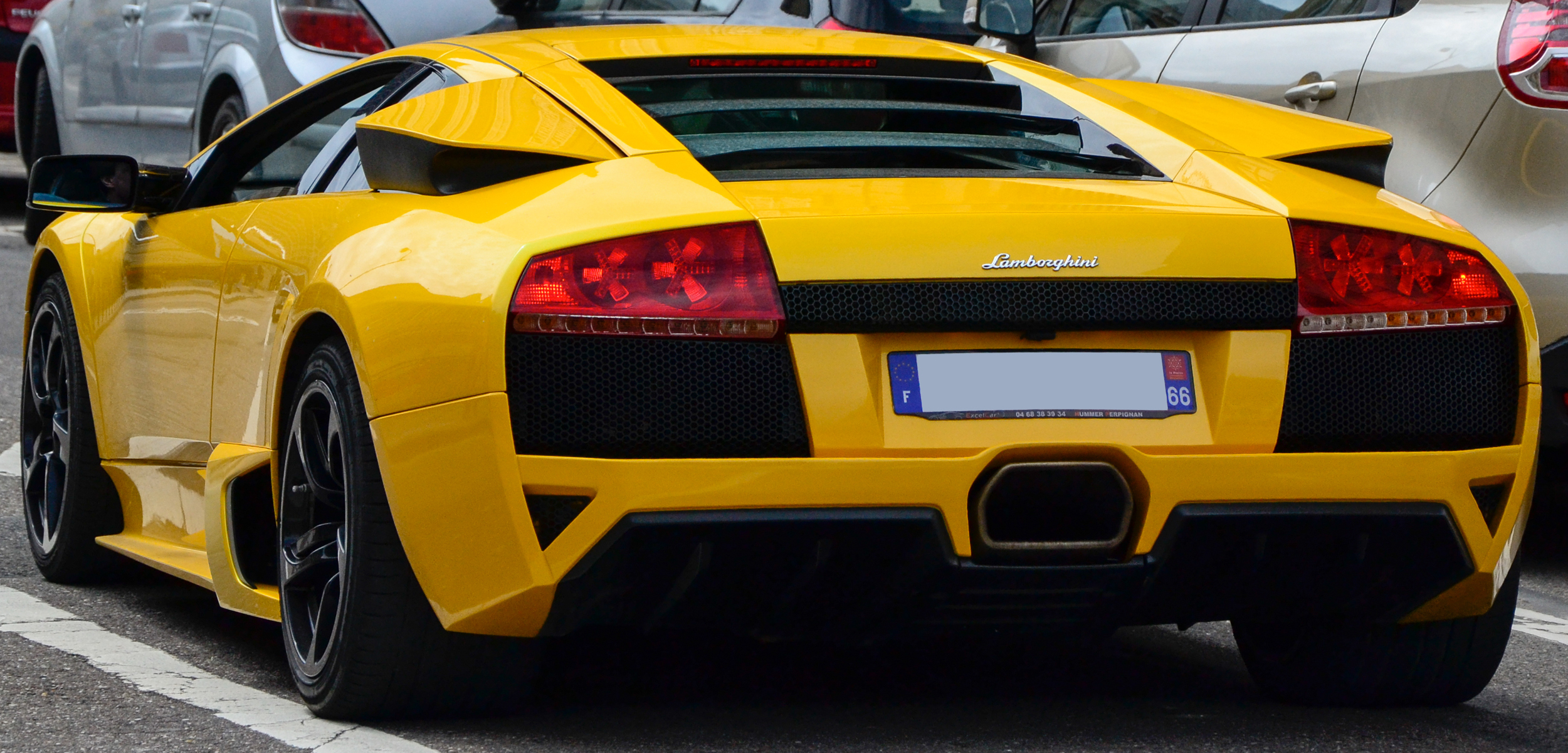
LP640（リア）

LP640 ヴェルサーチ
2006年10月、パリ・サロンにおいて発表された。パーソナリゼーション・プログラムのショー・モデルとしてイタリアのファッションブランド「ジャンニ・ヴェルサーチ」とのコラボレーションで製作された。白バージョンの「アイシス」のほか、黒バージョンの「アルデバラン」が存在する。

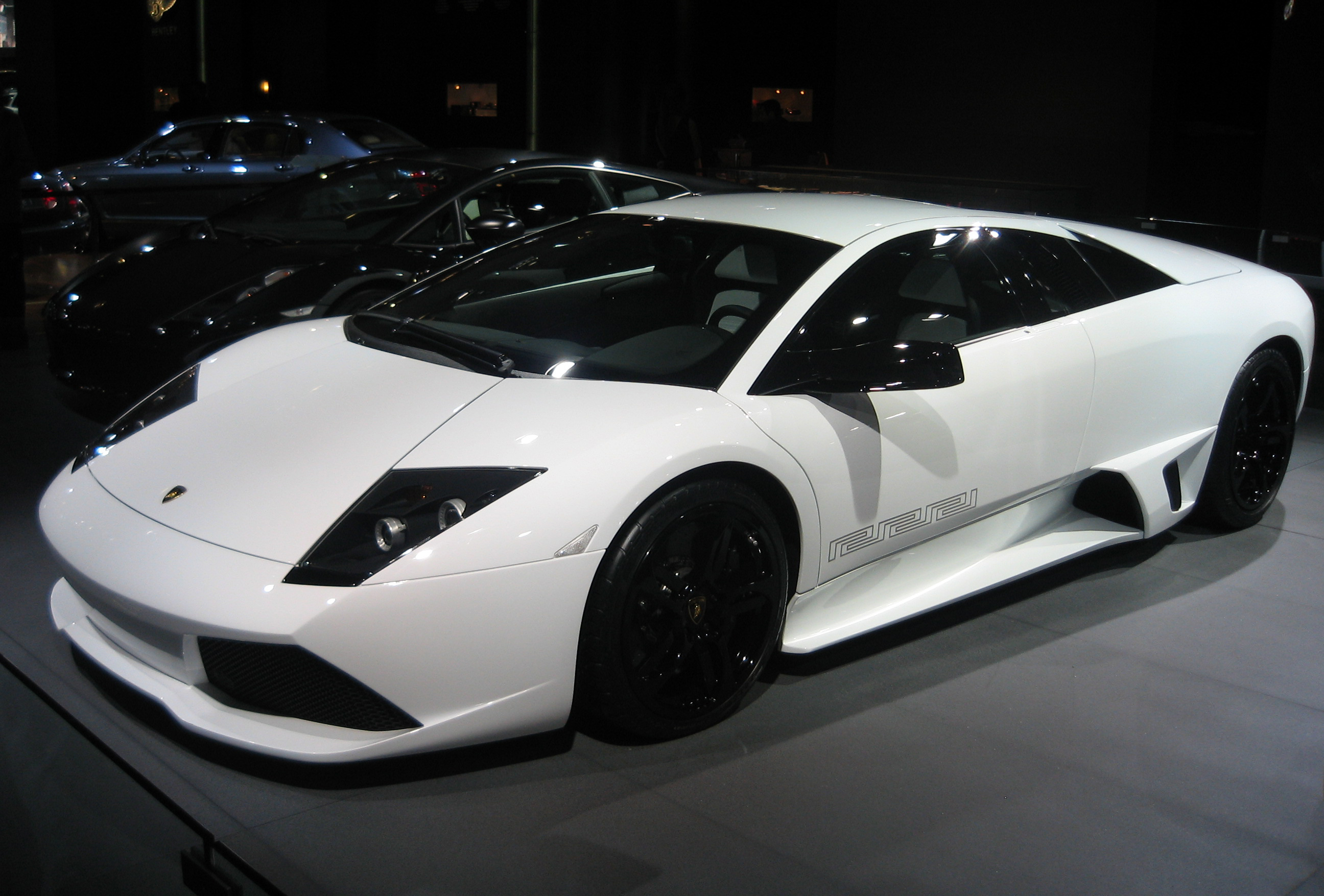
LP640 ヴェルサーチ・アイシス
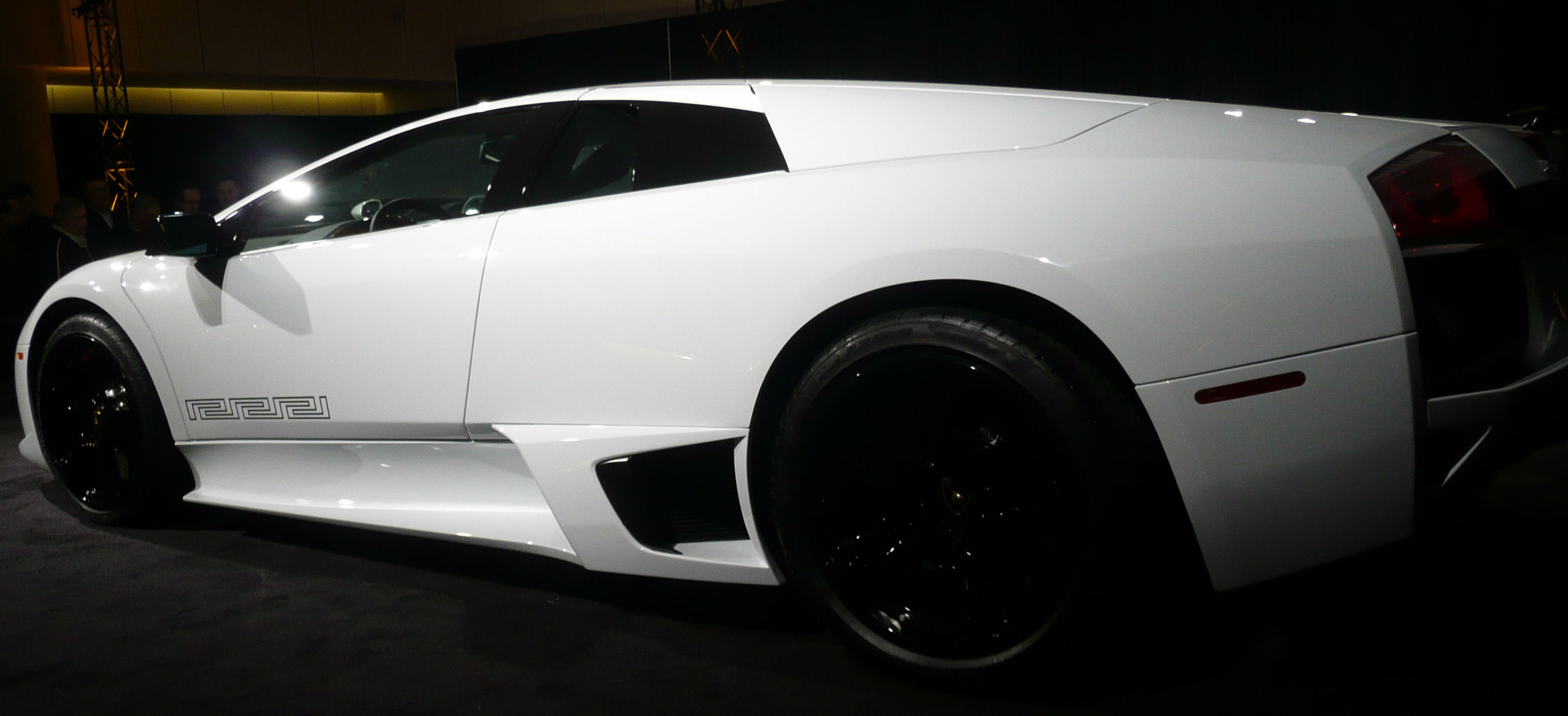
LP640 ヴェルサーチ・アイシス

### LP640 ロードスター（2006年～2010年）

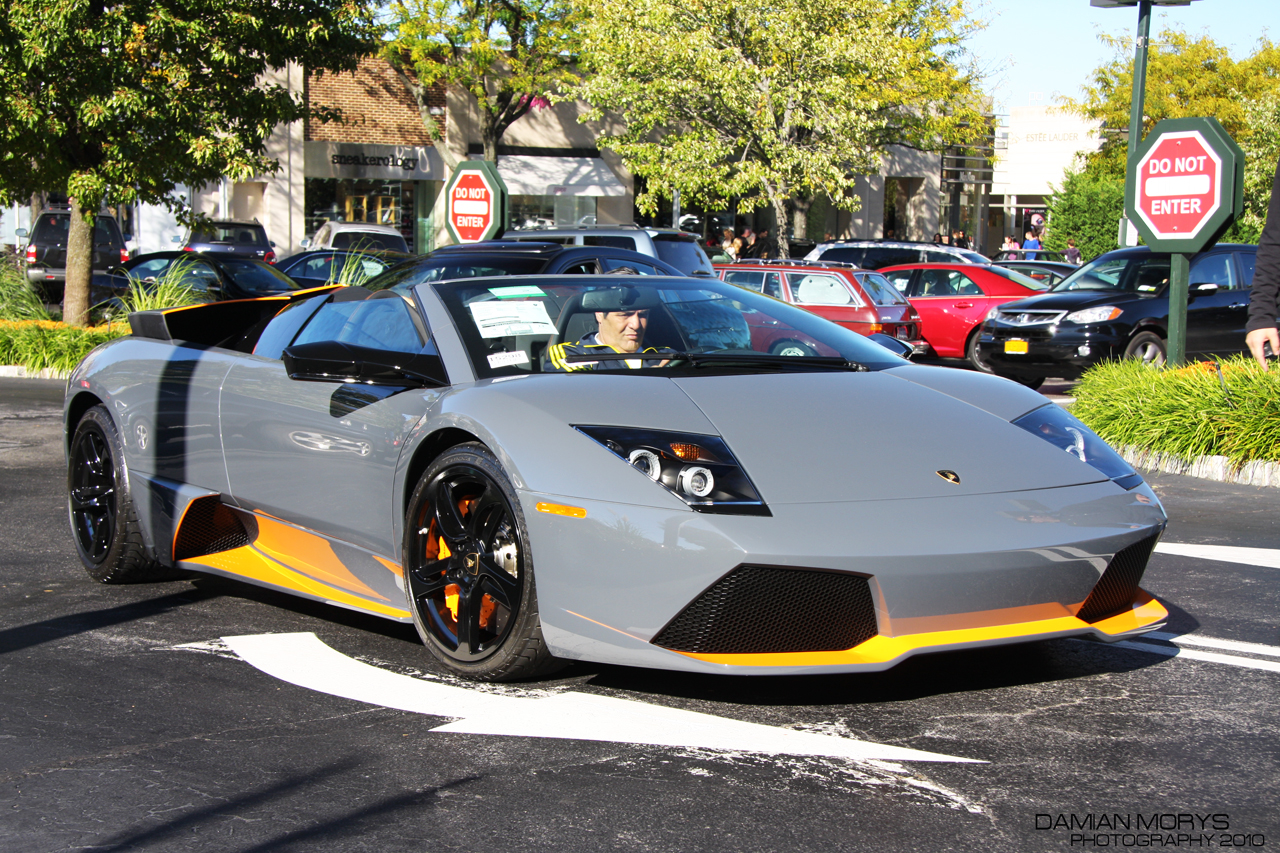
LP650-4 ロードスター

2006年秋にはロードスターも6,496ccエンジンに換装された。

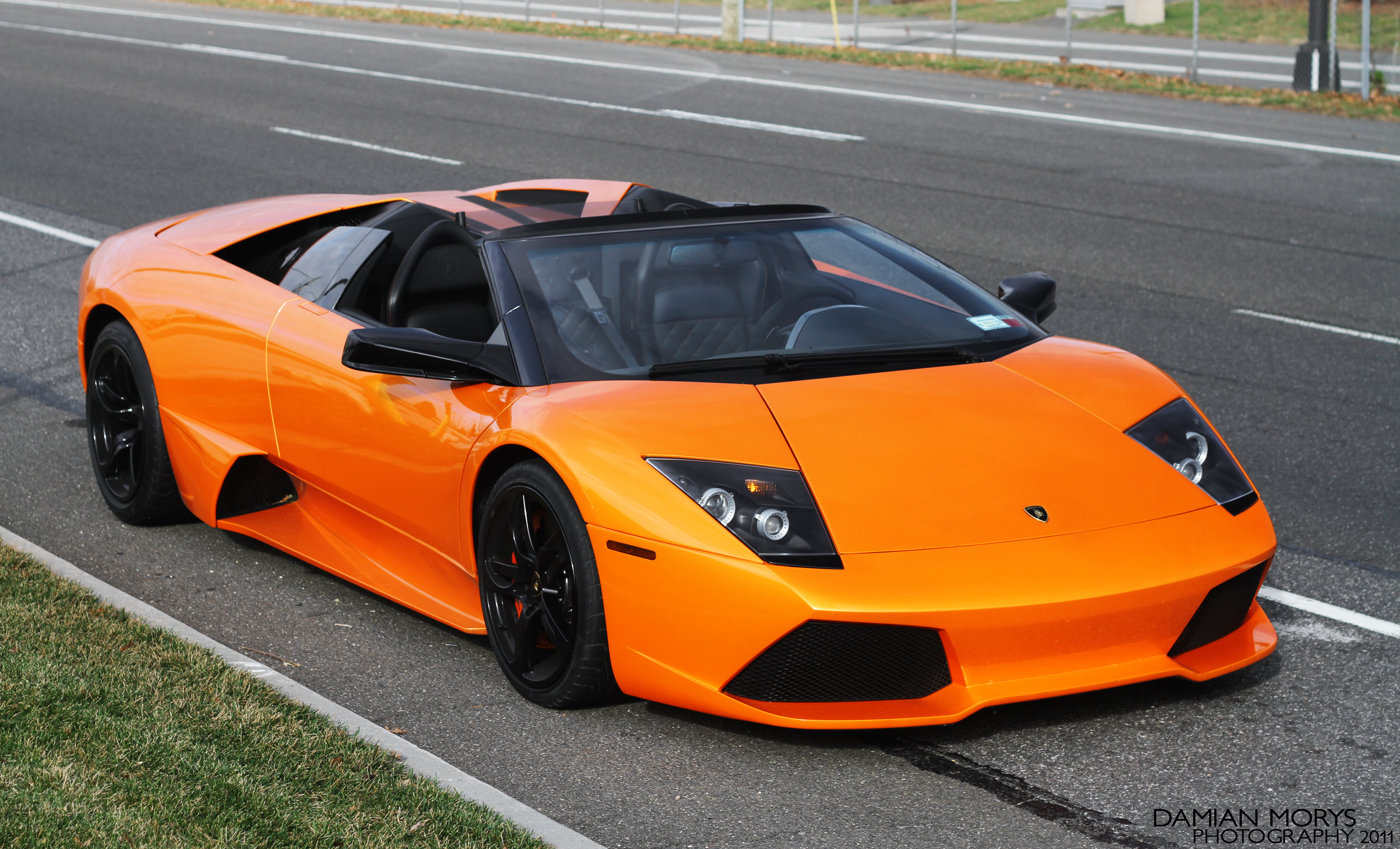
LP640 ロードスター
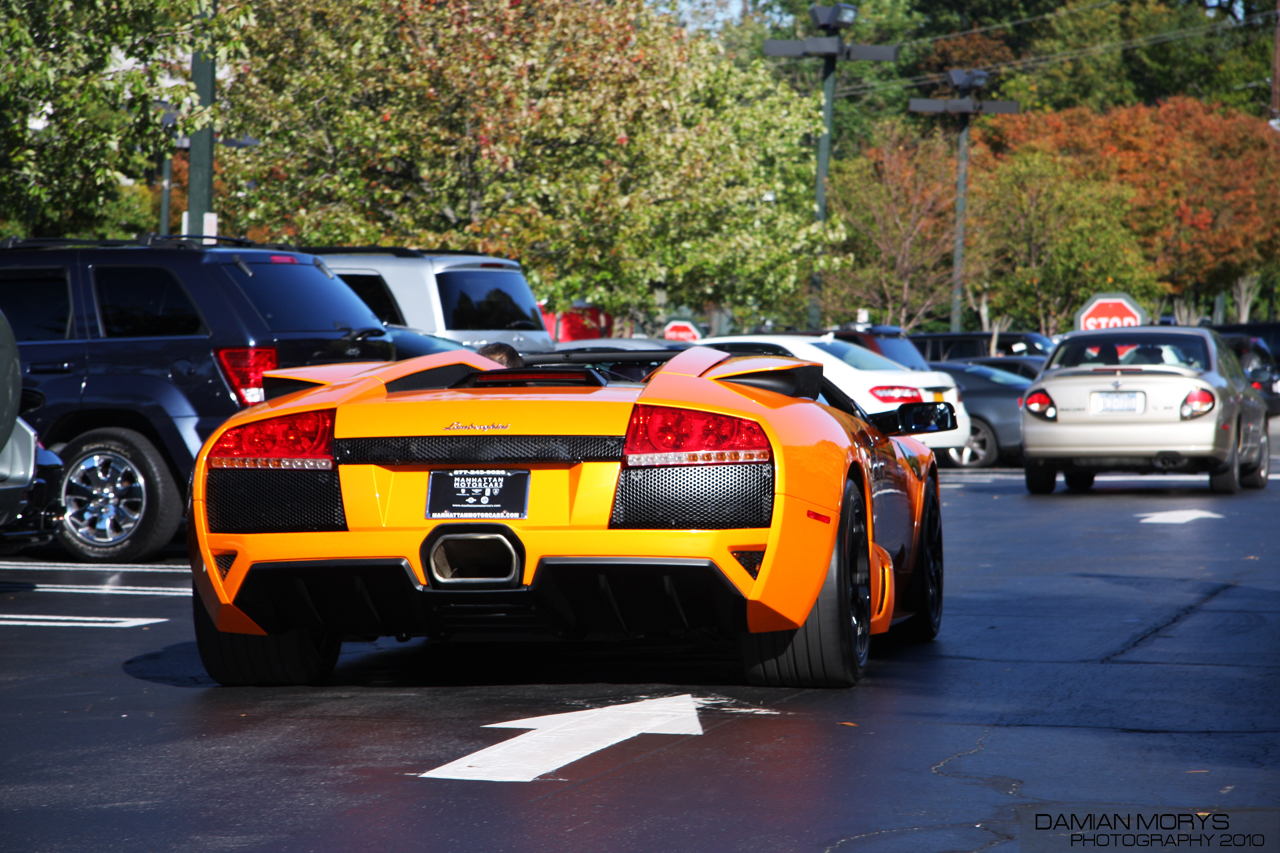
LP640 ロードスター（リア）
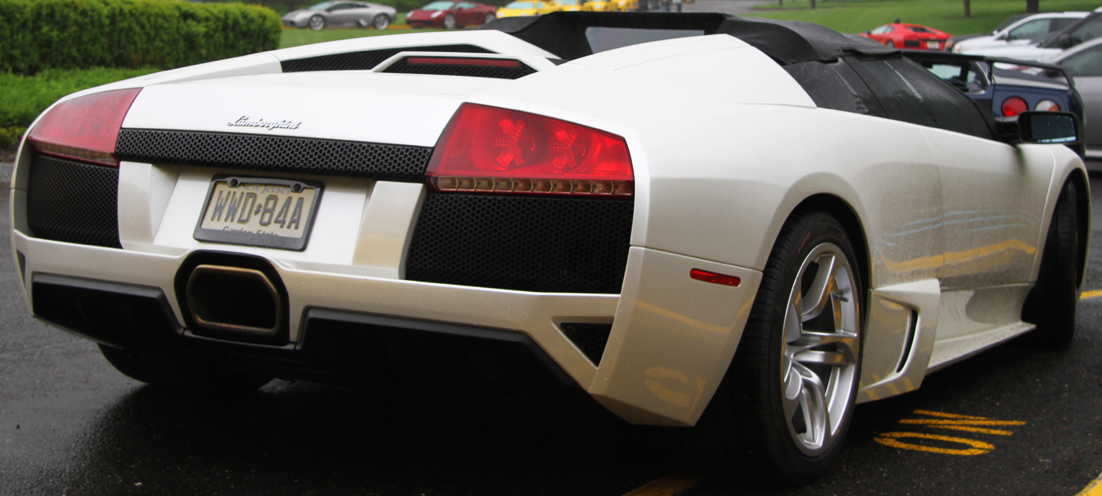
LP640 ロードスター（リア）

LP650-4 ロードスター（2009年）
10psパワー・アップされてグレー系の専用色（グリジオ・テレスト）に塗装された50台の限定版。
- LP650-4 ロードスター

### レヴェントン（2007年～2009年）
LP640をベースに20台が生産された限定モデル。実質的に後の後継車種アヴェンタドールのデザインスタディモデル。

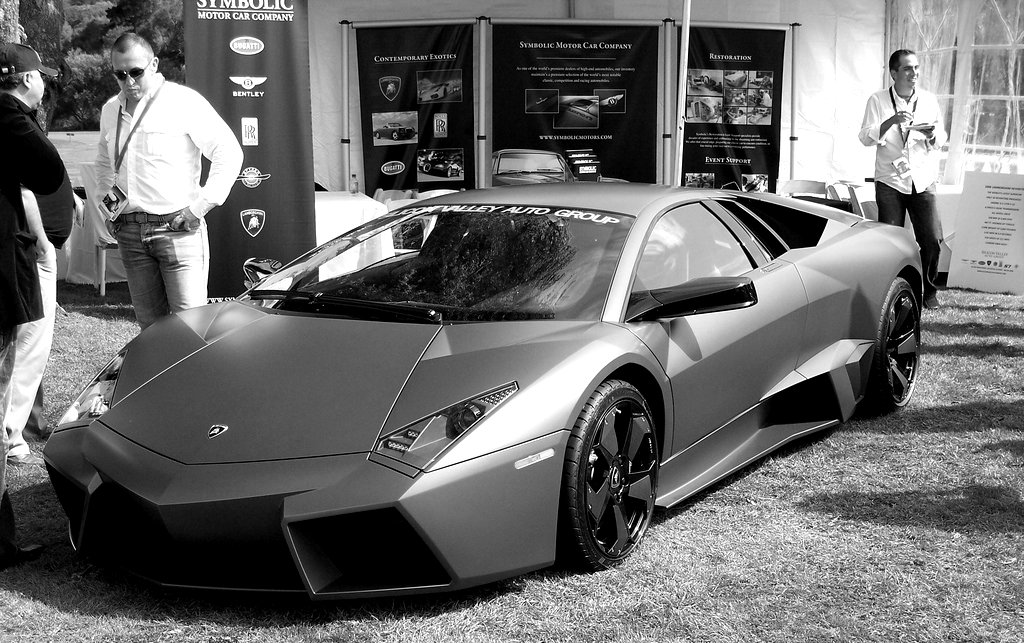
ランボルギーニ・レヴェントン
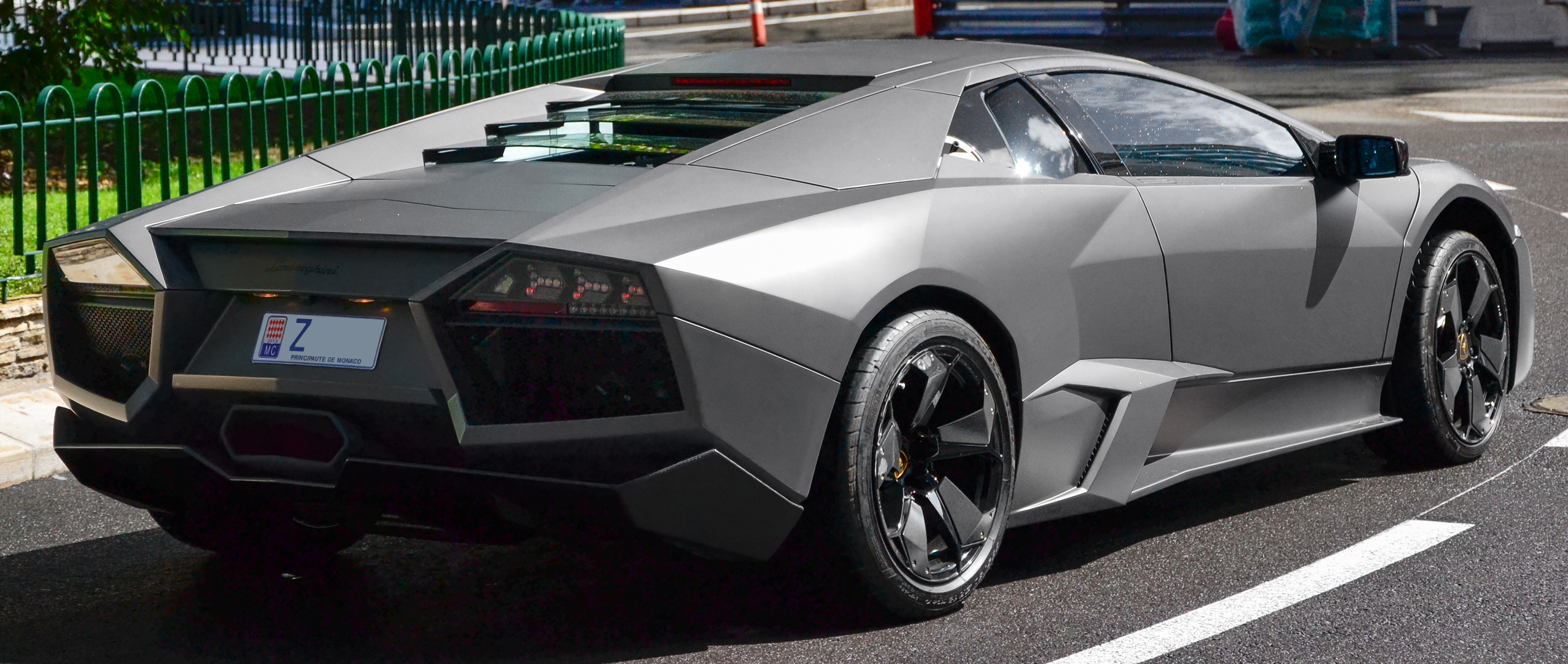
ランボルギーニ・レヴェントン

### SV（2009年～2010年）
2009年3月に発表された仕様で350台限定モデル。LP640をベースにさらに改良したものであり、公開スペックはレヴェントンを上回る。LP640よりも約100kg軽量化され、車重は1,550kg。エンジンは6.5L V型12気筒で、670PSを発生する。0-100km/h加速は3.2秒、パワーウエイトレシオは2.3kg/PSと発表されている。ブレーキには標準でカーボンセラミックディスクブレーキが採用され、さらにボディ全体の空力の見直しが図られた。ノーマルサイズのリアウイング装着車の最高速度は342km/hと発表された。

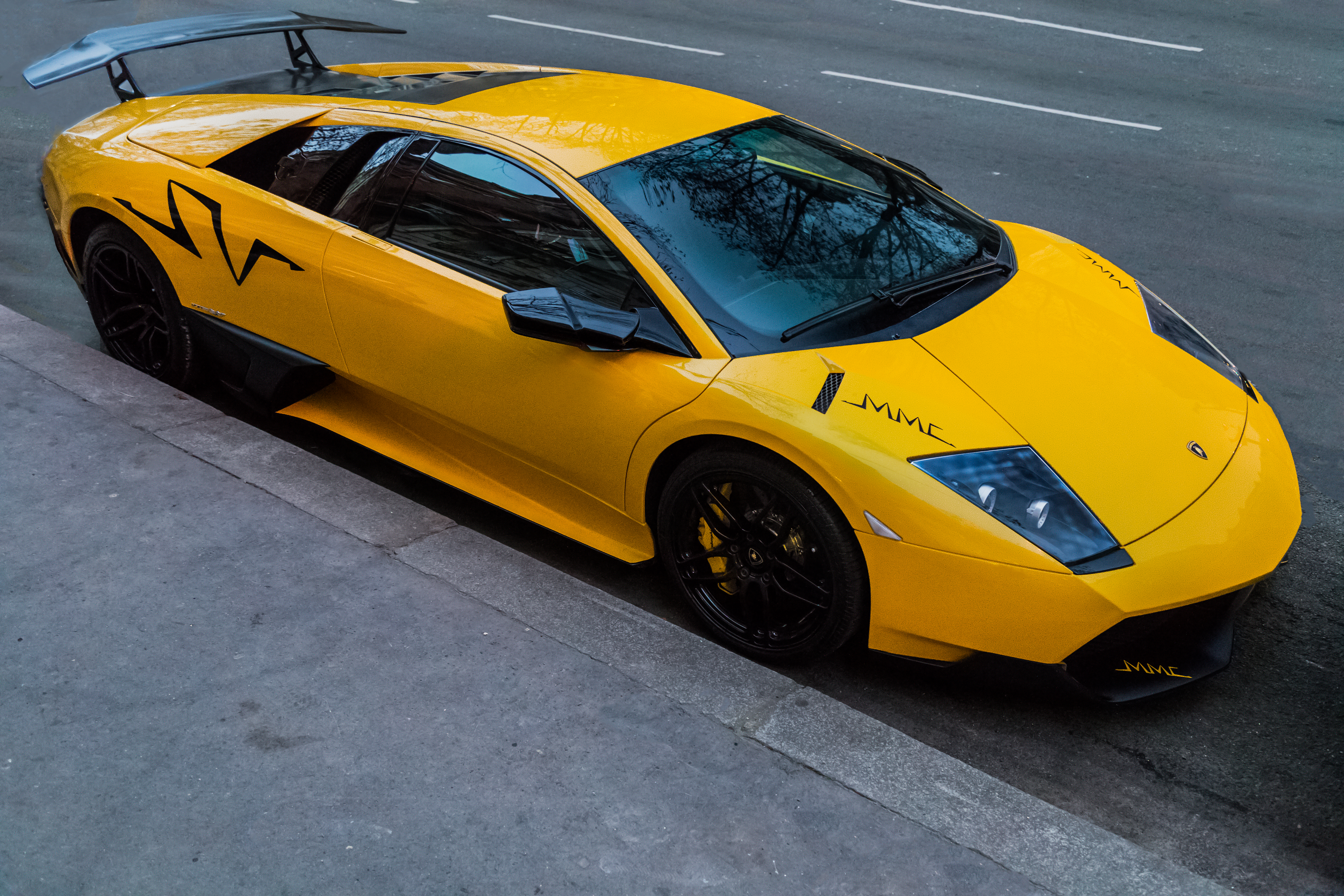
LP 670-4 スーパーヴェローチェ
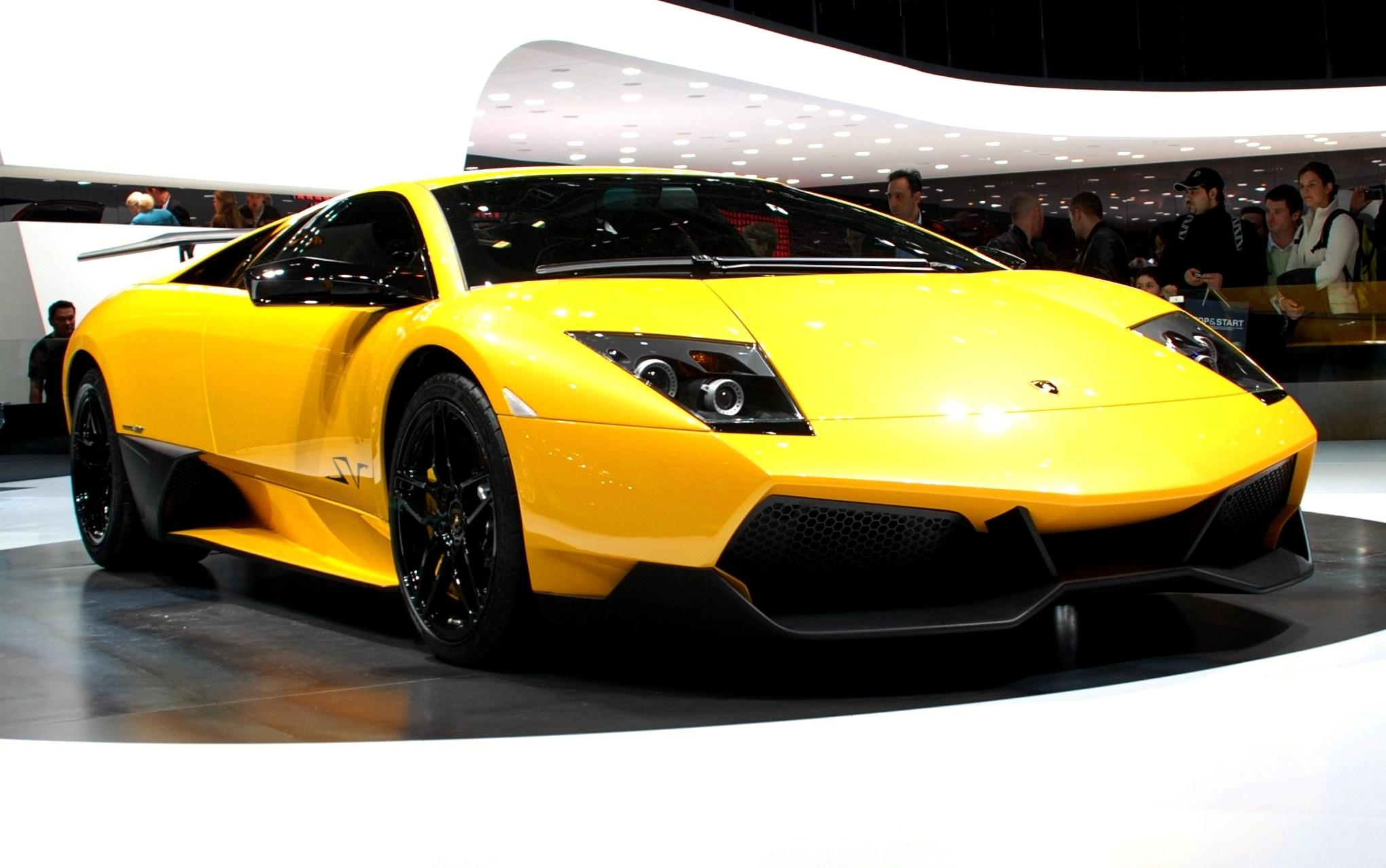
LP 670-4 スーパーヴェローチェ
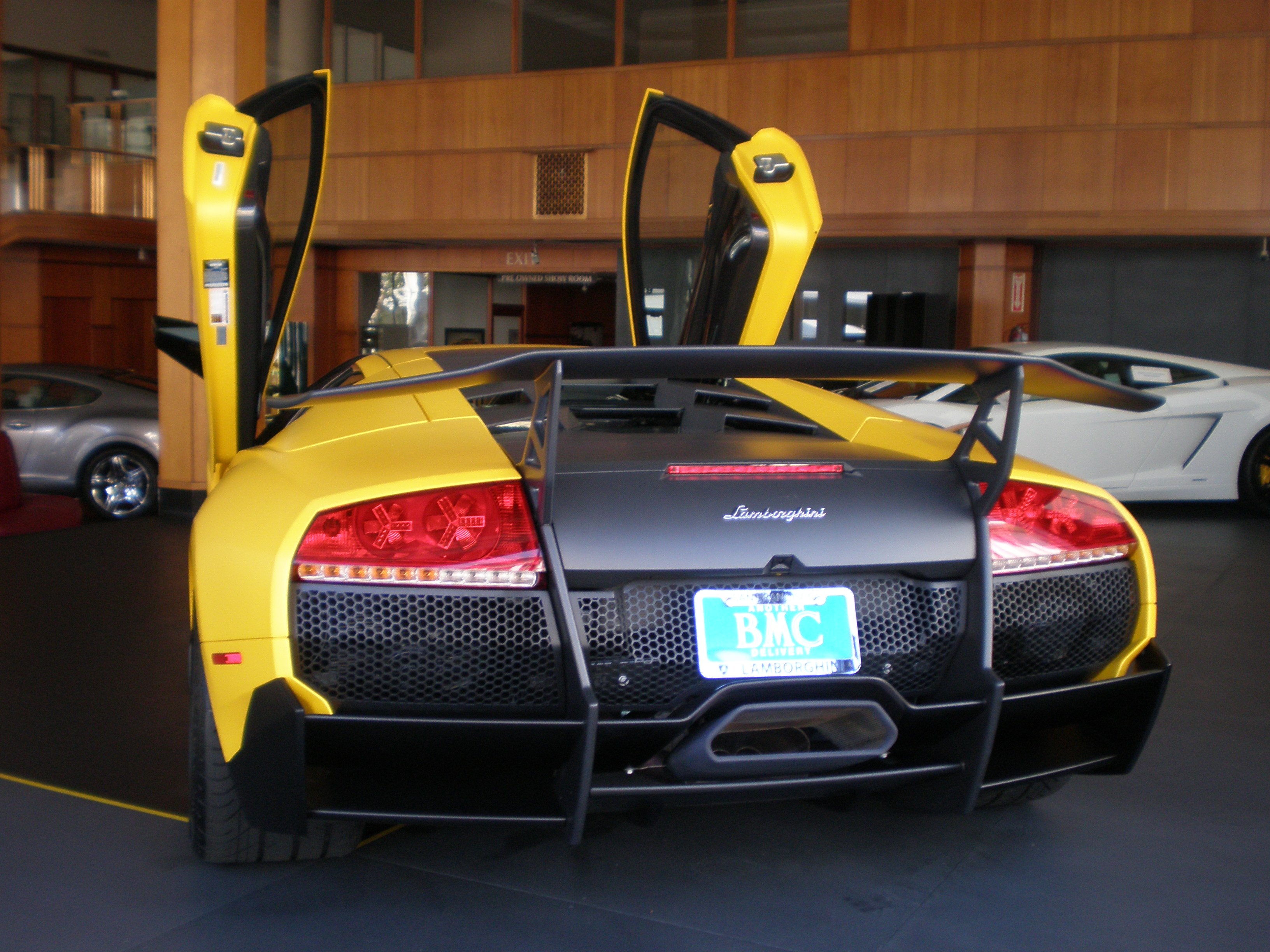
LP 670–4 スーパーヴェローチェ（リア）

LP670-4 スーパーヴェローチェ中国限定エディション（2010年）
2010年に北京モーターショーにおいて発表された10台の限定版。ボディカラーは専用色のグレーで、車体中央にオレンジのストライプが入る。

## レース用車両

### R-GT

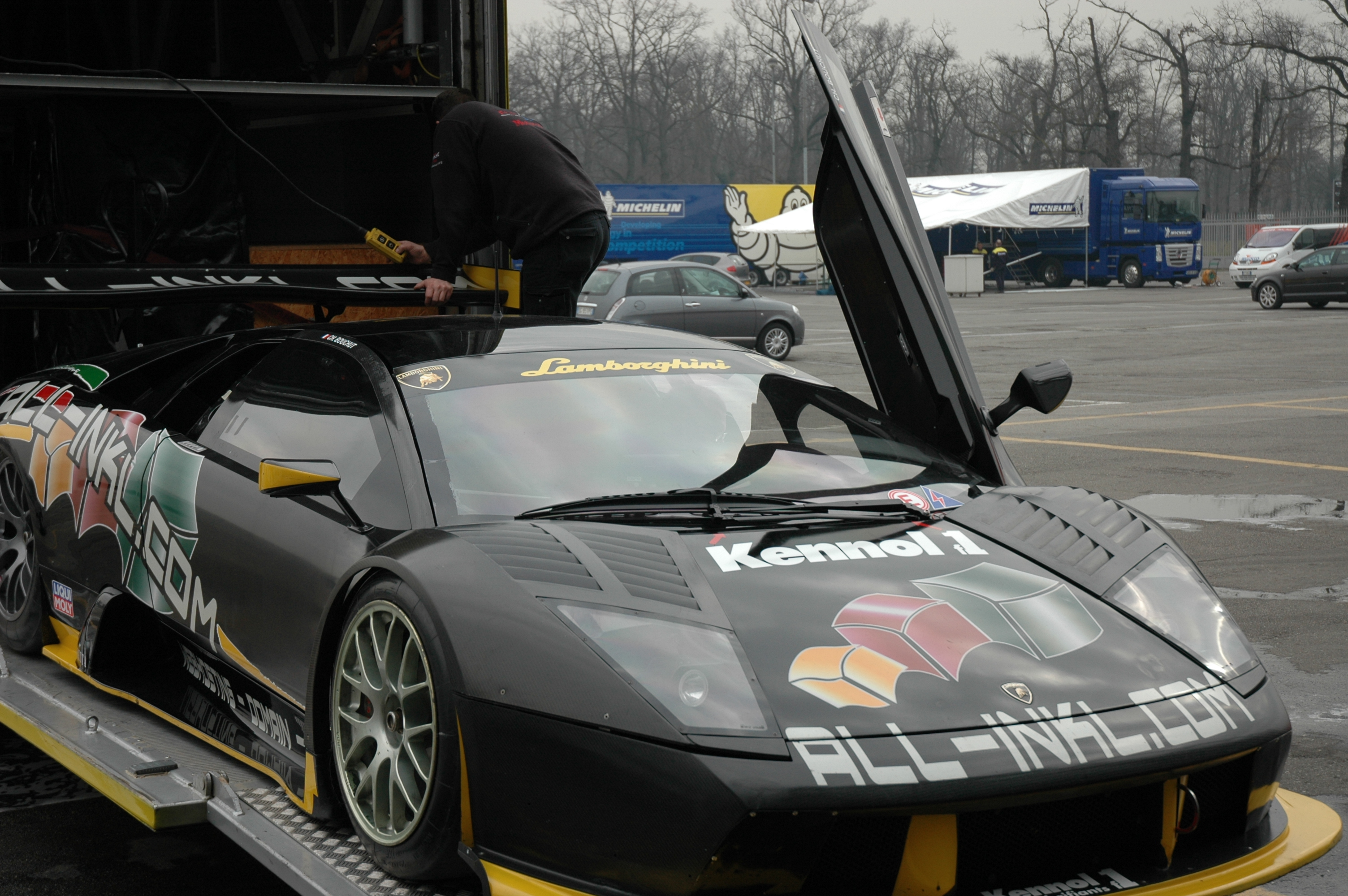
R-GT

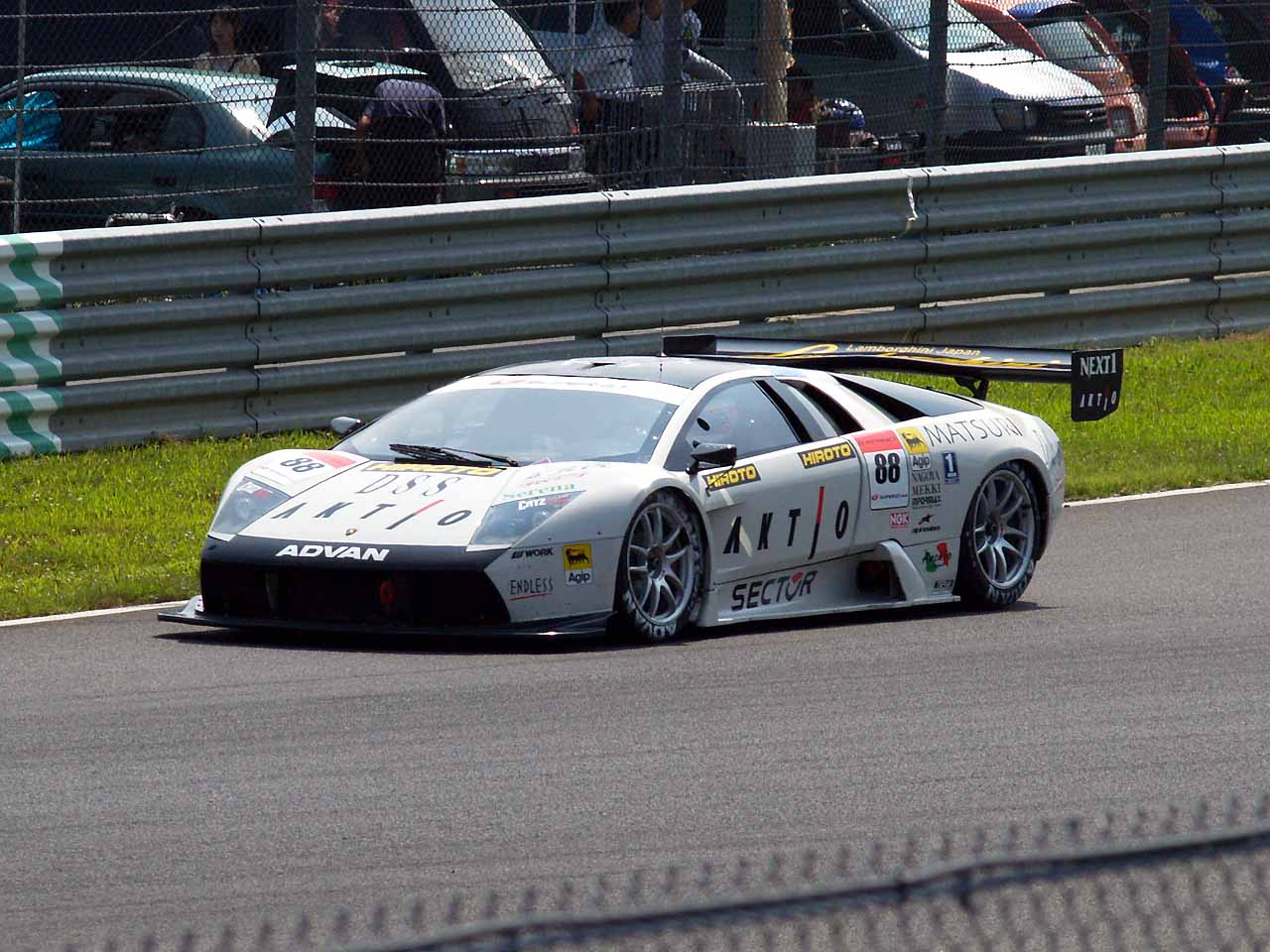
RG-1（2005年）

2003年9月9日、フランクフルト・モーターショーにおいて発表され、2004年にデビューしたレース仕様車両であり、FIA GT選手権へ参戦するためにライター・エンジニアリングとアウディ・スポーツの共同体制で製作された。レギュレーションにより構造体そのものを大幅に改修するような改造は施されておらず、基本的には市販車の仕様に準拠している。顕著な相違点として、6.0LにサイズダウンしたV12エンジン、オールカーボンのボディ、強力なダウンフォースを生む前後の長大なスポイラー、サイド・スカート前方のエア・アウトレット、固定式の後部エア・インテーク、センターロック式のホイールが挙げられる。車重は1,100kg。
FIA GT選手権では、デビューレースの第1戦（バレンシア）で表彰台に上るなどの戦績を残している。その一方、全日本GT選手権への参戦時は、目立った活躍はなくシーズン途中で撤退した。
2007年のルマン24時間レースにおいて、予選でクラッシュしたJLOCのRG-1LMの代車として決勝に出走した。

### RG-1
ランボルギーニが全日本GT選手権（現・SUPER GT）に参戦するJLOCのために製作した車両。R-GTをベースとしているが、多くの特注部品で構成されており、フロント・スポイラーやサイド・スカート、ディフューザーなどの形状は異なる。
2004年の第2戦から登場したが苦戦。最終戦でようやく完走することができた。2005年途中からGT300クラスに移り、2006年の第1戦で優勝。JLOCにとってはこれが初優勝であり、ムルシエラゴにとっても世界中のレース活動における初優勝であった。その後も毎年表彰台に上がり、コンスタントな成績を残した。

### RG-1LM

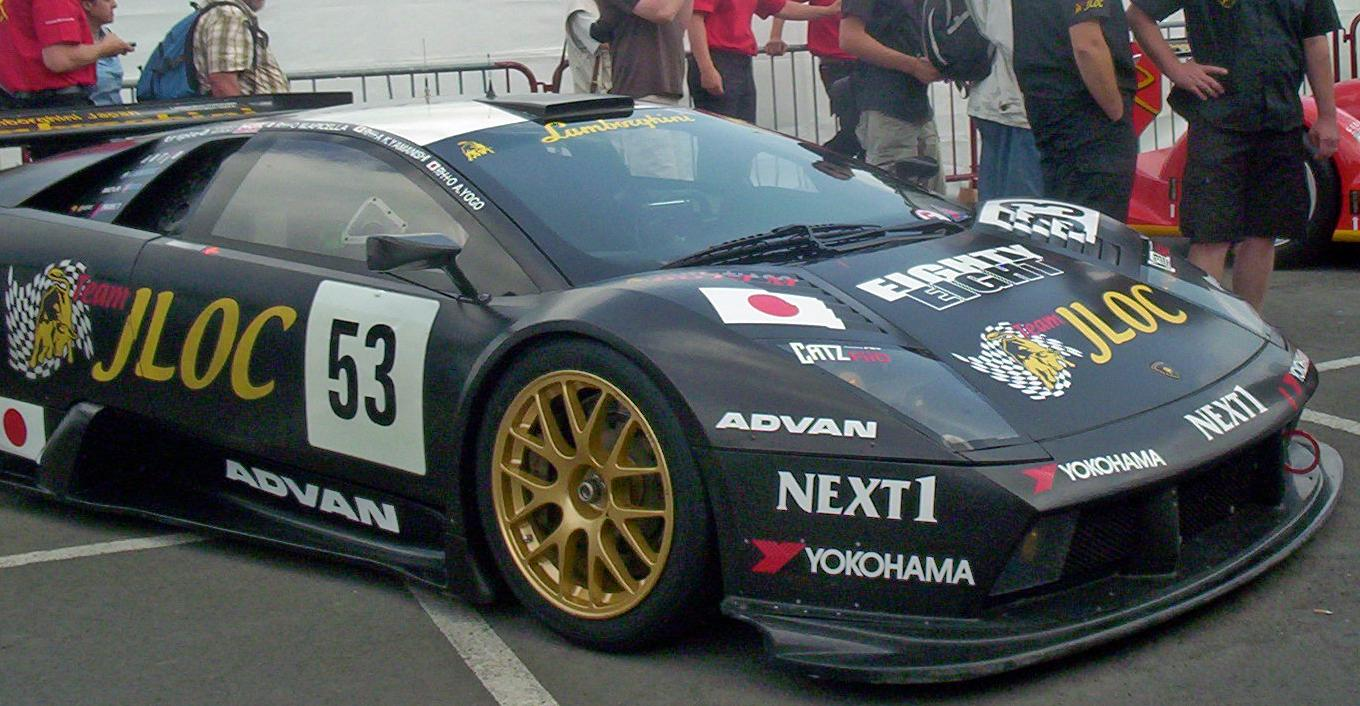
RG-1LM（2007年の予選）

別名：RGT-LM
2006年、ルマン24時間レースのLM-GT1クラスに参加するJLOCのために製作されたライター・エンジニアリング製の耐久性強化車両。カーボン製ブレーキ、新設計のディファレンシャルを搭載し、エンジンの搭載位置を低めた。
2006年の決勝においては日曜日の午後2時過ぎに止まってしまい、完走することはできなかった。
2007年の予選にも出走したがクラッシュしてしまい、決勝はR-GTの代車で出走した。
2009年のルマン24時間レースにも出走した。

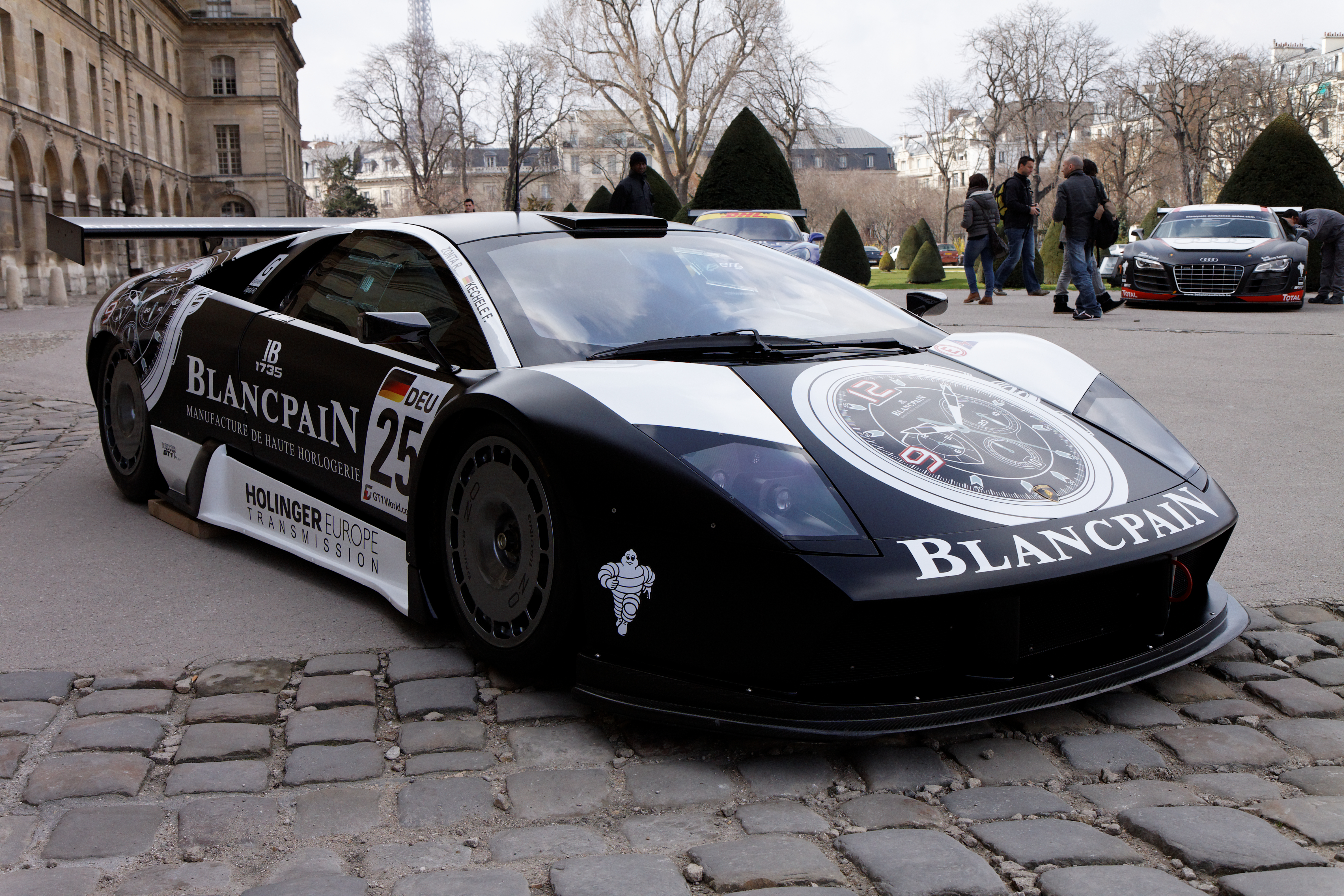
LP670 R-SV
2009年7月、スパ・フランコルシャンにおいて発表されたライター・エンジニアリング製の車両。車重は約1,150kg。
2010年、2011年にFIA GT1世界選手権に投入された。2010年の第5戦スパで初優勝、2011年は第2戦ベルギー(ゾルダー)と第6戦スペイン(ナバラ)での2勝を挙げた。

### R-SV LM GT1
レイター・エンジニアリングが開発した。世界4台。ジュネーブモーターショーでロードバージョンが発表されたマシン。日本にも1台輸入され、公道仕様ナンバー取得をしていた。(現在は売却され、海外に輸出されたとも。)

### LB-WORKS Murciélago Drift Car
FAT FIVE RACING(以下FFR)が開発した競技用では世界初の"ドリフト用ランボルギーニ"。ドリフト車両化に伴い、ステアリングラックはトヨタ・セルシオ、ハブはA80型スープラの物を使用する等ノウハウのある後輪駆動の日本車をベースに作成された。エンジン自体のチューニングは施されてないが、スロットルは日産・GT-Rの物を使用している。ラジエーターや燃料タンク等は全てリア側に取り付けられた。外装は元々から装着されていたLiberty Walk(以降LB)のものをドリフト用に改造し装着している。
2015年10月25日に開催されたD1GPRd.EX TOKYO DRIFTにてデビュー、2016年以降D1にフル参戦する予定だった。その後、制作者兼メインドライバー斎藤太吾のメインスポンサーであるモンスターエナジーのプロモーションに数度利用される。2025年現在は整備含め車両はLBが所有・維持管理を行っている。
2023年のD1GP Rd.9・10 TOKYO DRIFT内のイベント「LB-DRIFT TIME」にて使用するためFFRで改修を兼ねたフルレストアを実施。2025年現在はLB-Silhouette WORKS GTボディキットに、マツダ・787Bのレナウンカラーを模した青黒のツートーンカラーとなっている。